# Дендермонде
Дендермонде (нидерл. Dendermonde; или Термонд (фр. Termonde) — город и коммуна в Бельгии, в провинции Восточная Фландрия. Расположен при впадении реки Дандр в Шельду.
Коммуна Дендермонде (коммуна в Бельгии — низшая административная единица) состоит из собственно города Дендермонде (Dendermonde-stad) и посёлков Аппелс, Синт-Гиллис-бэй-Дендермонде, Гремберген, Басроде, Меспеларе, Аудегем и Схонарде. Общее население коммуны составляет 42 955 жителей, площадь — 55,67 кв. км.

## Символика

### Герб
Появление герба Дендермонде относится к XIII веку. Современный вариант герба был утверждён 13 июня 1989 года. Щит герба имеет серебряный цвет. Через центр щита проходит горизонтальная красная полоса. Над щитом расположена городская корона золотого цвета. По бокам щит поддерживают две фигуры львов золотого цвета.

### Флаг
Флаг основан на рисунке щита герба Дендермонде и состоит из трёх горизонтальных полос, белой, красной и опять белой. По статусу красная полоса имеет в ширину 1/5 часть ширины флага, однако на практике используется флаг с равноширокими полосами, который, таким образом, внешне соответствует историческому флагу Республики Беларусь.

### Гимн
В отличие от герба и флага, гимн Дендермонде не имеет официального статуса. Мелодия гимна ежедневно исполняется карильоном ратуши. Также гимн исполняется в ходе городского праздника Ros Beiaard Ommegang.
Гимн был написан поэтом Пруденсом ван Дёйсе в XIX веке. В гимне поётся о коне-великане Рос Беиарде, главном герое древней дендермондской легенды. Также в гимне упоминается о соперничестве между Дендермонде и соседним городом Алстом.
Первые строки гимна:

't Ros Beiaard doet zijn ronde in de stad van Dendermonde.

Die van Aalst die zijn zo kwaad omdat hier 't Ros Beiaard gaat
Рос Беиард совершает свой круг (имеется в виду шествие Ros Beiaard Ommegang) в городе Дендермонде

Те, кто из Алста, так злы потому что здесь идёт Рос Беиард.

См. полный текст гимна в нидерландской викитеке Архивная копия от 13 сентября 2006 на Wayback Machine.

### Логотип
Официальный логотип города используется с января 1998 года. Зелёная четверть круга символизирует близость города к природе, голубая черта — расположение города у воды. Общий силуэт напоминает о Рос Беиарде и сидящих на нём четырёх рыцарях.

## История

### Происхождение названия
В старинных документах встречается много различных вариантов названия города: Tenremunde (1088, первое упоминание поселения), Thenremunde (1095), Tenremont (1127), Teneramunda (1130), Teneremonde (1215), Denremonda (1232). Начиная с XIV века используются формы Derremonde или Denremonde.
Первый корень указывает на название реки (современная форма — Dender) и происходит от кельтского слова tanara, означающего «бурная». Второй корень соответствует англосаксонскому muthe, mude или muide, обозначавшему устье реки или слияние двух рек. Таким образом, название города означает «Устье Дандра».

### XI—XIV века
Точная дата возникновения Дендермонде неизвестна. Первым «Господином Дендермонде» был Рейгнот I Лысый (Reignot I de Kale, 1034—1067). В 1233 году поселение получило городские права. В это время город был окружён каменной стеной. Попасть в город можно было через одни из четырёх ворот. При необходимости проход судов через Дандр мог быть перекрыт железной цепью.
В границах, отмеченных оборонительными сооружениями, построенными в середине XIII века, город просуществовал до конца XIX века.
В 1347 году последний господин Дендермонде продал права на город королю Франции, который, в свою очередь, отдал их графу Фландрии. После этого в городе были проведены работы по укреплению фортификационных сооружений, однако в 1380 году, в ходе междоусобицы, город был захвачен и разграблен дружиной из Гента. В 1384 году город стал принадлежать бургондским герцогам.
В XIV веке город стал важным торгово-промышленным центром. Основой экономики города было производство сукна. Между 1337 и 1350 годами на главной площади города были возведены торговые суконные ряды. Позднее (1377—1378 годы) к ним была пристроена башня городского совета. Ещё позднее суконные ряды стали городской ратушей.
В 1397 году город получил право раз в год организовывать ярмарку.

### XVI—XVIII века
В ходе Восьмидесятилетней войны, в 1572 году, город был захвачен испанскими войсками. Через несколько лет Дендермонде перешёл в руки повстанцев. В 1584 году город достался Александру Форнесе, герцогу Пармы. В последующие годы была проведена реконструкция оборонительных сооружений города, при этом была сооружена система шлюзов, при помощи которых окружающие город польдеры могли быть затоплены (глубина затопления составляла приблизительно 1,3 метра).
Благодаря этой системе в 1667 армии Людовика XIV не удалось захватить Дендермонде. В соответствии с историческим анекдотом, по этому поводу сам король-солнце сказал «Проклятый город, если бы только у меня была армия уток, чтобы захватить тебя!».
На протяжении XVII века Дендермонде несколько раз становился жертвой войн. В 1706 году охраняемый испанским гарнизоном город подвергся жестокому обстрелу со стороны английской армии. В 1745 году город был опять захвачен, на сей раз — армией французского короля Людовика XV.
В 1773 году в Дендермонде появилось первое «современное» (то есть являвшееся продуктом Промышленной революции) производство — бумажная фабрика. Начиная с конца XVIII века в Дендремноде начала бурно развиваться текстильная промышленность, оставшаяся основой местной экономики вплоть до первой половины XX века.

### XIX век
В 1800 году в Дендермонде был размещён окружной суд, находящийся здесь и поныне. В том же году начала действовать Королевская Академия Изящных Искусств, в стенах которой возникла и развилась дендермондская школа живописи.
После падения Наполеона, с 1816 года, нидерландские власти (Дендермонде тогда входил в состав Объединённых Нидерландов) проводили широкомасштабные работы по реконструкции оборонных сооружений города. Были сооружены валы и рвы, выстроены казематы, арсеналы и казармы (многие из этих сооружений сохранились до сих пор).
В то же время в XIX веке экономика города начала быстро развиваться, чему способствовало улучшение транспортной ситуации: Дендермонде стал одним из первых городов нынешней Бельгии, получивших доступ к железнодорожной сети (1837 год). Во второй половине XIX века проводились также работы по модернизации речного порта. В 1878 году был построен шлюз при впадении Дендера в Шельду.
Кроме того, в XIX веке Дендермонде стал культурным центром: здесь существовала публичная библиотека, музыкальная школа, городской архив, музей старины а также развитая сеть начальных и средних школ.

### XX век

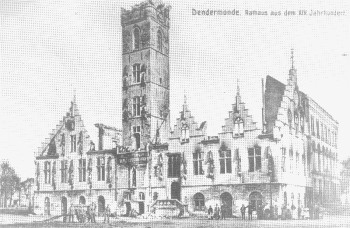
Руины ратуши после Первой мировой войны

К началу XX века рост и развитие Дендермонде были существенно затруднены окружающими город оборонительными сооружениями. Городские ворота были местом постоянных заторов, однако из-за того, что Дендермонде имел статус города-крепости, было невозможно проложить новые въездные пути или расширить существующие. К тому же город был окружён землями, принадлежащими армии, что делало невозможным его рост. Только 20 апреля 1906 года Дендермонде официально перестал быть городом-крепостью.
По иронии судьбы, в 1914 году Дендермонде пришлось стать местом боёв. В течение месяца бельгийская армия сдерживала здесь наступающую немецкую армию. За это время город очень сильно пострадал: 1200 домов были полностью уничтожены, 900 домов были серьёзно повреждены. Сгорела ратуша (бывшие суконные ряды), а вместе с ней сгорел и городской архив, малоизученный исследователями. Таким образом, Первая мировая война — причина того, что о ранней истории Дендермонде известно довольно мало.

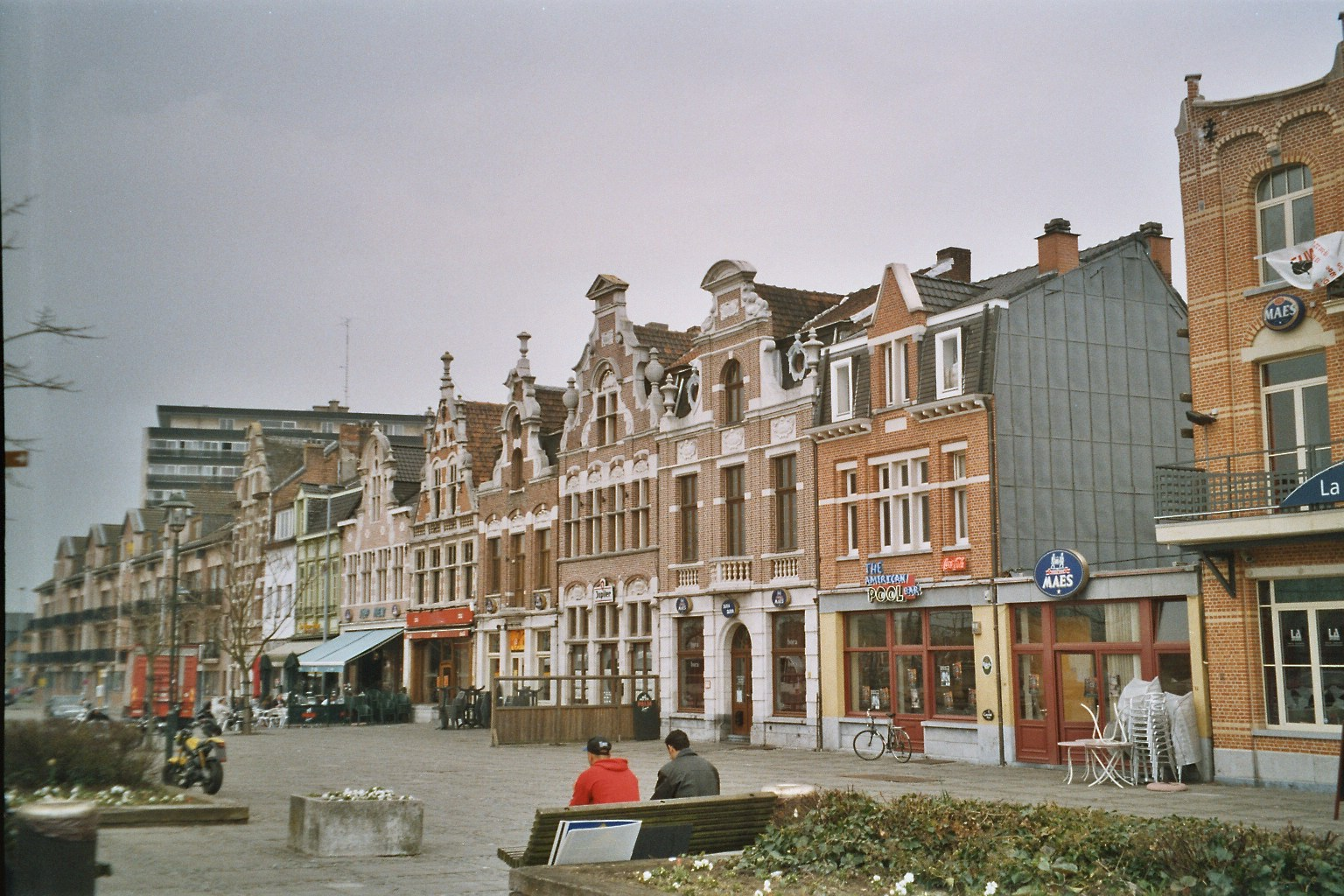
Дома на привокзальной площади, построенные после Первой мировой войны

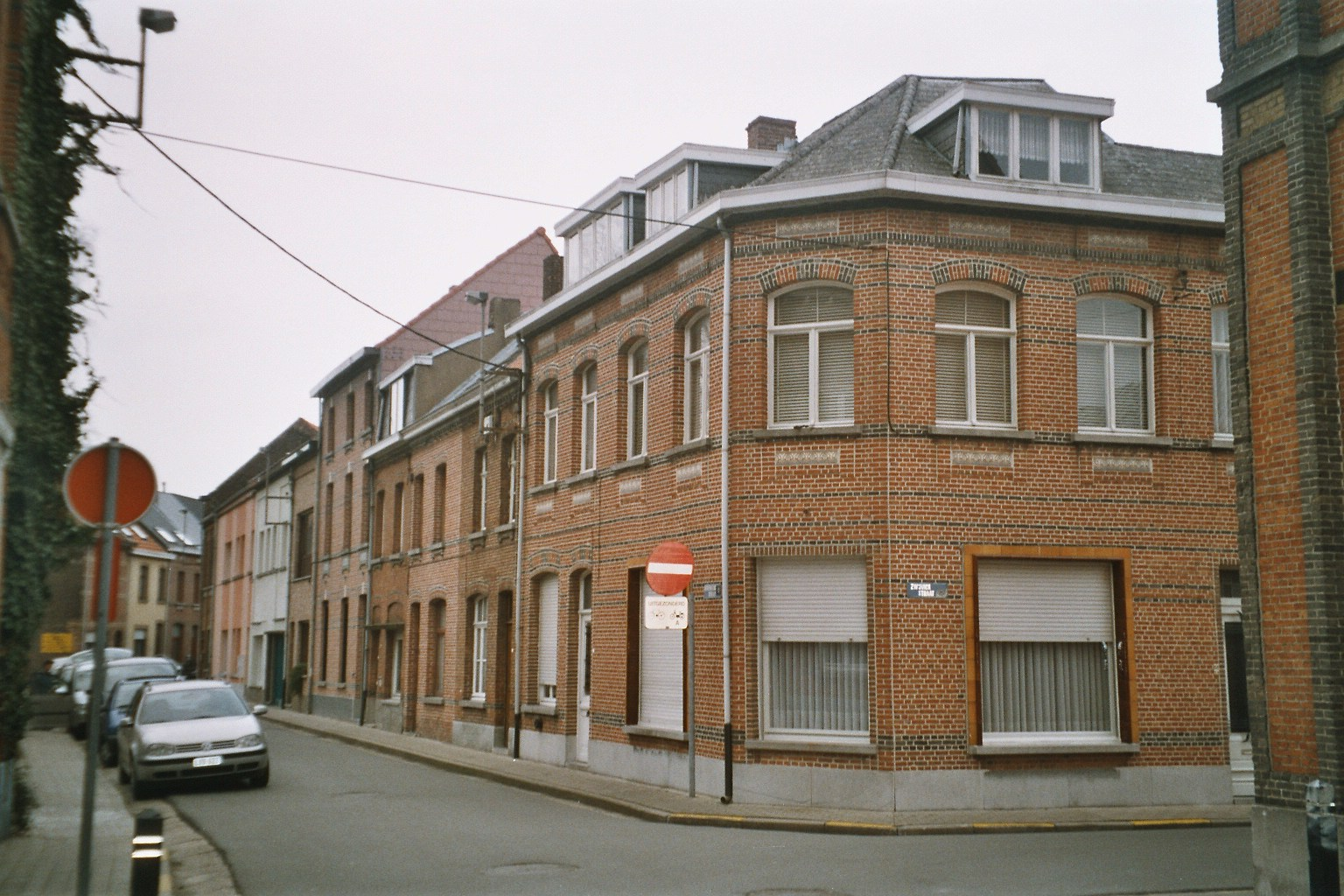
Типичная улица в Дендермонде

После Первой мировой войны город был восстановлен, однако амбициозные планы по расширению и реконструкции города не были осуществлены в связи со всемирным экономическим кризисом («Великая депрессия»).
В ходе Второй мировой войны город практически не пострадал.
После Второй мировой войны в Бельгии проводилась программа укрупнения коммун. В 1972 году в состав коммуны Дендермонде были включены посёлки Синт-Гиллис-бэй-Дендермонде (на тот момент — 10 576 жителей) и Аппелс (3262 жителя). При этом население самого города Дендермонде составляло в тот год 9635 жителей.
В 1977 в состав коммуны Дендермонде также вошли посёлки Гремберген (на тот момент — 6161 житель), Басроде (5935 жителей), Меспеларе (528 жителей), Оудегем (4036 жителей) и Схонарде (2337 жителей). Таким образом общее население нового административного образования составило 42 470 жителей.
В начале XXI века в Дендермонде начала проводиться программа реконструкции центральной части города. Её частями являются:
- Реконструкция главной площади города — Grote Markt (букв. «Большой рынок»). Реконструкция была завершена к 2004 году.
- Строительство новой библиотеки (началось летом 2006).
- Реконструкция района Старого Дандра (началось летом 2006). В семидесятых годах XX века было создано новое, искусственное устье Дандра, расположенное вне города. Старый же Дандр, протекавший через центр города, был отрезан от Шельды и нового устья Дандра и стал, таким образом, рукотворной старицей. План реконструкции предусматривает:
  - соединение Старого Дандра с Новым Дандром и оборудование причала для яхт;
  - полную реконструкцию (фактически — строительство заново) мостов через Старый Дандр;
  - комплексное «облагораживание» прилегающей к Старому Дандру территории.

Интересно, что первым этапом каждой части плана реконструкций были археологические раскопки.

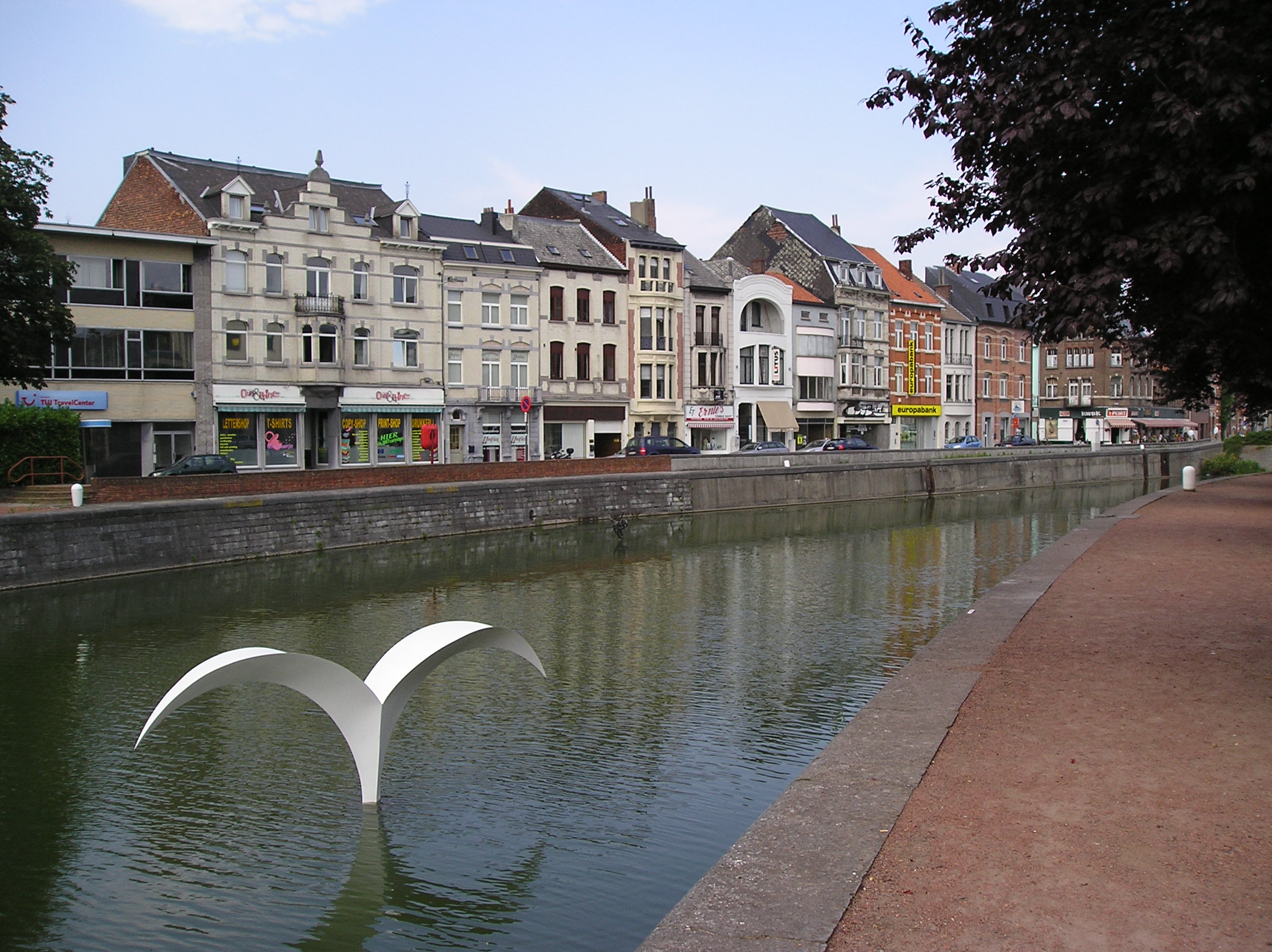
Вид на Старый Дандр

### XXI век
В начале 2009 года Дендермонде неожиданно оказался в центре внимания мировых СМИ из-за произошедшей там трагедии, связанной с нападением на местный детский сад.

## География
Коммуна расположена при впадении Дандра в Шельду, на востоке провинции Восточная Фландрия. Площадь коммуны — 55, 67 кв. км. Коммуна состоит из собственно города (городского ядра) и семи посёлков, которые фактически образуют единую агломерацию. Географические координаты — 51°01 с. ш. и 04°06' в. д.
Кроме собственно города Дендермонде, «ядра» коммуны, в её состав входят семь посёлков, которые ранее были самостоятельными коммунами. Следует отметить, что в этих посёлках проживает бо́льшая часть (примерно три четверти) общего населения коммуны.

### Аппелс
Входит в состав коммуны Дендермонде с 1971 года, на тот момент имел 2900 жителей. Расположенная в этом посёлке церковь Св. Аполлинария известна как место паломничества.
Аппелс расположен на правом берегу Шельды, между посёлком Схонарде и центром Дендермонде. С противоположным берегом Шельды, принадлежащим коммуне Берларе, Аппелс связан пешеходно-велосипедным паромом.

### Синт-Гиллис-бэй-Дендермонде

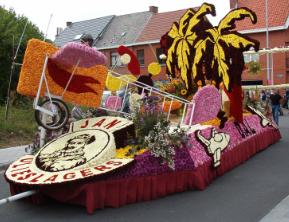
парад цветов

Синт-Гиллис-бэй-Дендермонде (Sint-Gillis-bij-Dendermonde) — самый большой из дендермондских посёлков. Входит в состав коммуны Дендермонде с 1971 года, на тот момент имел 10 500 жителей. Расположен к югу от центра Дендермонде, граничит с коммуной Леббеке. В Синт-Гиллисе имеется остановочный пункт (платформа) на железнодорожной линии Дендермонде-Брюссель.
Синт-Гиллис прежде всего известен благодаря ежегодному параду цветов (bloemencorso или bloemenstoet), проводящемуся в начале сентября. В ходе парада по улицам посёлка провозят повозки, украшенные сделанными из цветов фигурами.
В Синт-Гиллисе расположен кинотеатр (Cinema Albert), единственный в коммуне Дендермонде и, возможно, самый старый в Бельгии (действует с 1914 года).

### Басроде
Басроде (Baasrode) расположен на правом берегу Шельды. Входит в состав коммуны Дендермонде с 1977 года, на тот момент имел 6352 жителя. Посёлок граничит с коммуной Синт-Амандс, входящей в состав провинции Антверпен. В прошлом Басроде был посёлком кораблестроителей, но до наших дней от былой судостроительной промышленности остался только музей речного судоходства.
К землям посёлка относят также польдер Влассенбрук, на краю которого расположена живописная одноимённая деревенька, насчитывающая всего около двадцати домов.
В Басроде имеется остановочный пункт (платформа) на железнодорожной линии Гент-Дендермонде-Мехелен, а также главная станция музейной железной дороги Дендермонде-Пюрс. С другим берегом Шельды Басроде связывает паром для пешеходов и велосипедистов.

### Гремберген
Гремберген (Grembergen) — единственный посёлок, расположенный на левом берегу Шельды. Входит в состав коммуны Дендермонде с 1977 года, на тот момент имел 6100 жителей. Гремберген связан с центром Дендермонде автомобильным мостом. Также в Грембергене есть железнодорожный мост на линии Дендермонде-Локерен, но своей станции в посёлке уже нет (она была закрыта в семидесятые годы).
Главные достопримечательности посёлка — церковь Св. Маргареты (St.-Margarethakerk) (барокко, начало XVIII века) и заповедник Groot Schoor.

### Меспеларе
Посёлок Меспеларе (Mespelare) входит в состав коммуны Дендермонде с 1977 года, на тот момент имел 540 жителей. Меспеларе расположен на берегу Дандра. В посёлке сохранились:
- раннеготическая церковь Св. Адегондиса (St.-Adegondiskerk) (XIII век, включает более ранние романские элементы);
- сельский дом «испанский двор» (Spaans Hof), 1643 год;
- позорный столб (XVII век).

### Аудегем
Посёлок Аудегем (Oudegem) входит в состав коммуны Дендермонде с 1977 года, на тот момент имел 3950 жителей. Оудегем лежит на берегах Дандра и Шельды, между центром Дендермонде и посёлком Схонарде. В Оудегеме имеется остановочный пункт (платформа) на железнодорожной линии Гент-Дендермонде-Мехелен.
Достопримечательности посёлка: церковь Богоматери (XIII век) с раннеготической башней и две старинные усадьбы (Kloosterhoeve и Bokkenhof, обе — XVIII век).
В Аудегеме расположена крупная бумажная фабрика.

### Схонарде
Посёлок Схонарде (Schoonaarde) входит в состав коммуны Дендермонде с 1977 года, на тот момент имел 2190 жителей. Схонраде расположен на правом берегу Шельды, с левым берегом, относящимся к коммуне Берлаер, он связан автомобильным мостом. В посёлке имеется станция на железнодорожной линии Гент-Дендермонде-Мехелен.

## Население
Общее население коммуны — 43 347 человек, из них 48,82 % составляют мужчины и 51,18 % — женщины. Плотность населения составляет 779 жителей/кв. км.
Распределение жителей по возрастным группам:
- 0—17 лет: 19,03 %;
- 18—64 года: 62,94 %;
- 65 лет и старше: 18,03 %.

Уровень безработицы составляет 8,24 % (все цифры — по состоянию на 1 января 2006).

## Транспорт

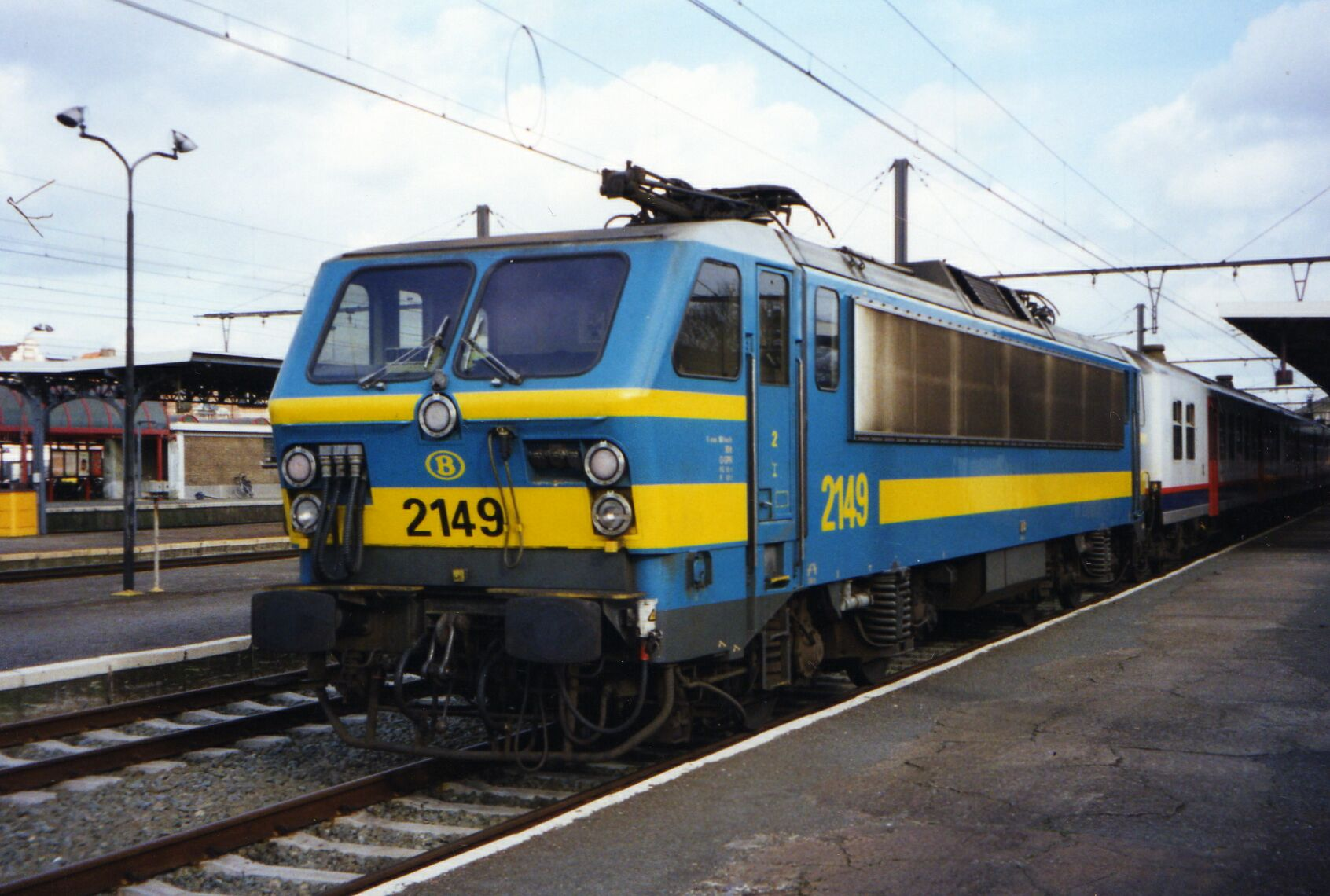
Электровоз на станции Дендермонде

Дендермонде расположен в середине треугольника Антверпен-Гент-Брюссель, что делает его крупным транспортным узлом.
Через Дендермонде проходит железнодорожная линия Мехелен-Гент. Также железной дорогой Дендермонде связан с Брюсселем и Локереном (в Локерене возможна пересадка на поезд в Антверпен).
Автомобильными дорогами класса «N» (максимальная скорость движения — 90 кмч) Дендермонде связан с Брюсселем (дорога N 11), Алстом (N 60), Гентом (N 16), Локереном (N 257), Синт-Никласом (N 60) и Виллебруком (N 16).
В Дендермонде расположено четыре моста через Шельду: три автомобильных (два в городе Дендермонде и один в посёлке Схонарде) и один железнодорожный (в городе Дендермонде). Кроме того, в посёлках Аппелс и Басроде действуют бесплатные паромные переправы через Шельду для пешеходов и велосипедистов.
В настоящее время ведётся планирование строительства причала для яхт.

## Социально-бытовая инфраструктура

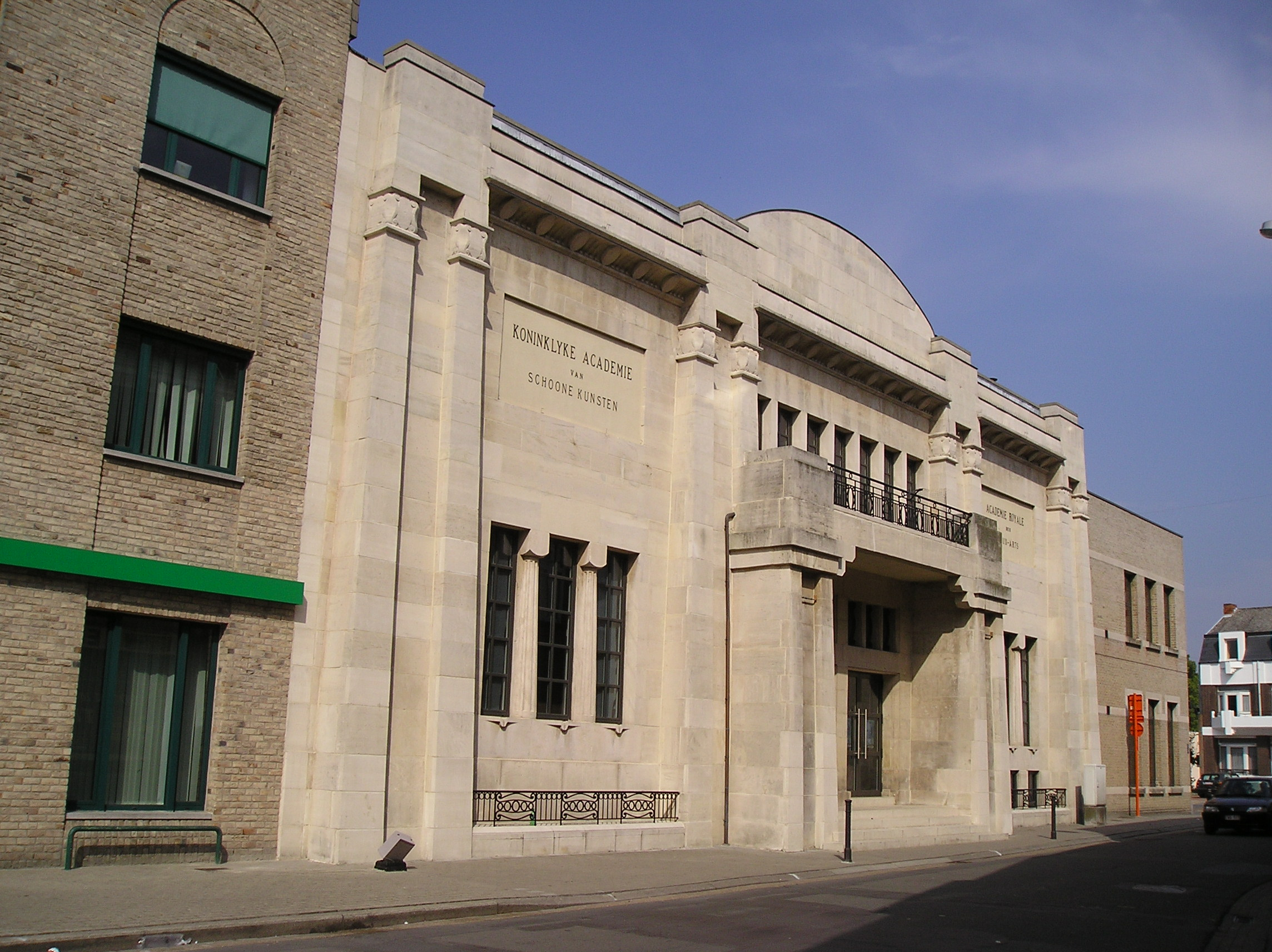
Королевская академия изящных искусств

В городе Дендермонде расположены образовательные учреждения, услугами которых пользуются не только жители города и коммуны Дендермонде, но и жители соседних коммун. Здесь есть четыре крупные средние школы, из них две технические (Vrij Technisch Instituut Koninklijk и Technisch Atheneum) и две гуманитарно-классические (Hellige-Maagd College и Sint-Vincentiums), а также большое количество начальных школ. Кроме того, в городе есть художественная школа, известная как Koninklijke Akademie voor de schone kunsten (королевская академия изящных искусств).
В Дендермонде также расположены крупная больница (Sint-Blasius algemene ziekrnhuis) и окружной суд.

## Достопримечательности и музеи
Ниже описываются достопримечательности города Дендермонде. Достопримечательности посёлков, входящих в состав города, указаны в разделах, посвящённых этим посёлкам.

### Ратуша (бывшие суконные ряды)

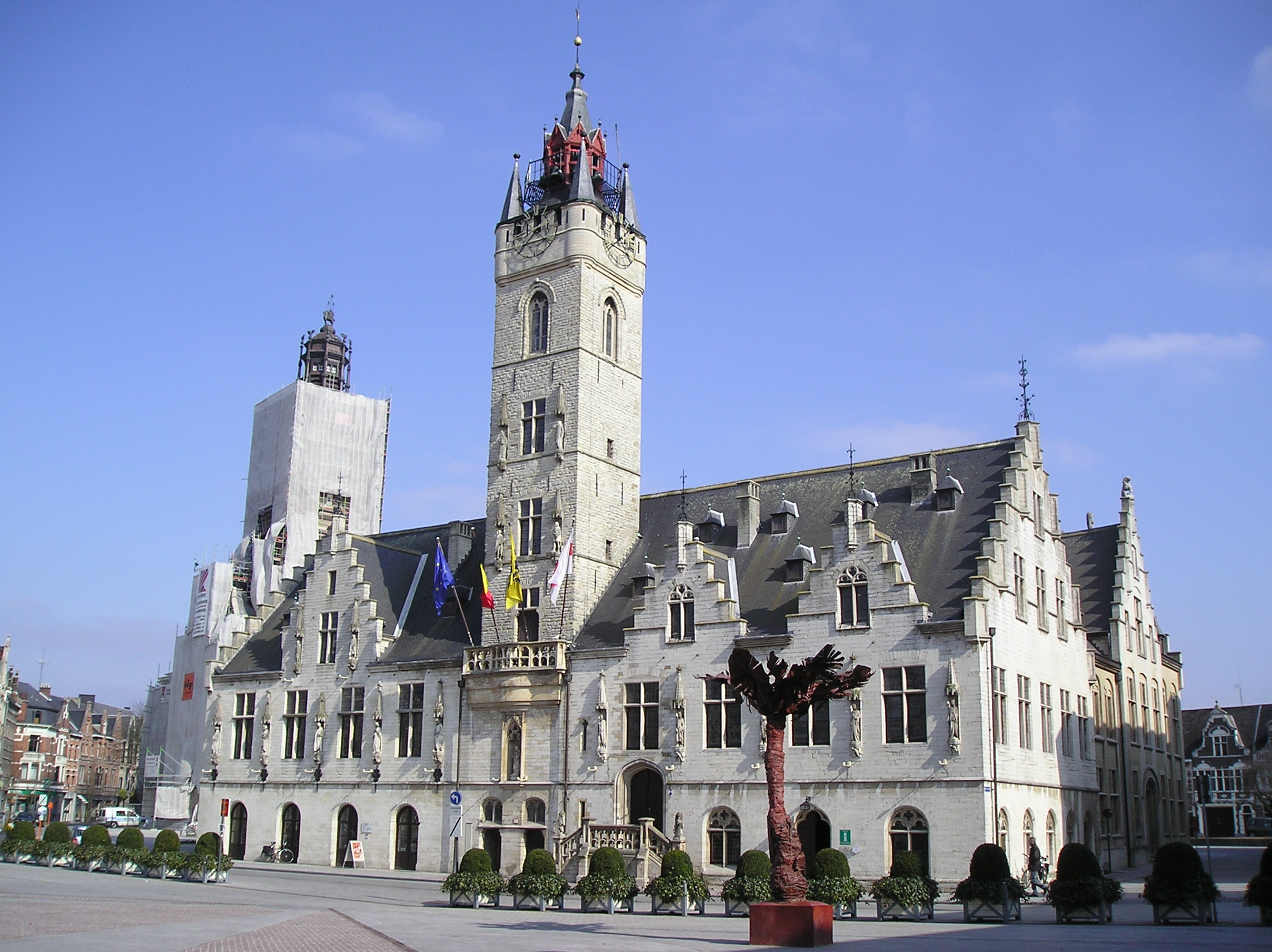
Вид на главный фасад ратуши

Строительство этого здания было начато в 1336 году и завершено в 1350 году. Позднее к зданию суконных рядов была пристроена башня городского совета (строительство начато в 1377 году, завершено годом позже). Потом здание суконных рядов, впоследствии ставших городской ратушей, неоднократно перестраивалось. В конце XIX века была произведена реставрация ратуши; при этом руководивший реставрационными работами архитектор постарался вернуть здание к первоначальным готическим формам. В нишах на фасаде здания были размещены неоготические статуи, изображавшие святых покровителей города и средневековых Господ Дендермонде. На крыльце ратуши были установлены два льва, державших щиты с гербом города; один из них был уничтожен в 1934 году после особо эмоционального заседания городского совета; позднее его заменили копией. Первоначально автором львов был скульптор О. Маас (O. Maas), автором копии уничтоженного льва стал скульптор Йос Де Деккер (Jos De Decker).
Сгоревшая в ходе Первой мировой войны ратуша была восстановлена после её окончания, при этом к ратуше было пристроено новое крыло в неоготическом стиле.
В настоящее время ратуша совмещает административную и музейную функции. Здесь размещено богатое собрание картин дендермондской школы живописи, а в специальном зале практически ежедневно проходят заседания городского совета.
С 1999 года башня ратуши (только башня) была включена в список Всемирного наследия ЮНЕСКО вместе с 32 другими ратушными башнями и беффруа Бельгии.
Ратуша доступна для посещения по рабочим дням с 10 до 12 и с 14 до 16 часов, по воскресеньям и праздникам — с 10 до 12 и с 14 до 16.30. С пасхи и до начала сентября а также во время школьных каникул и по субботам — с 10 до 12 и с 14 до 16.30. Вход бесплатный. Экскурсии для групп — по предварительной договорённости.

### Большой рынок

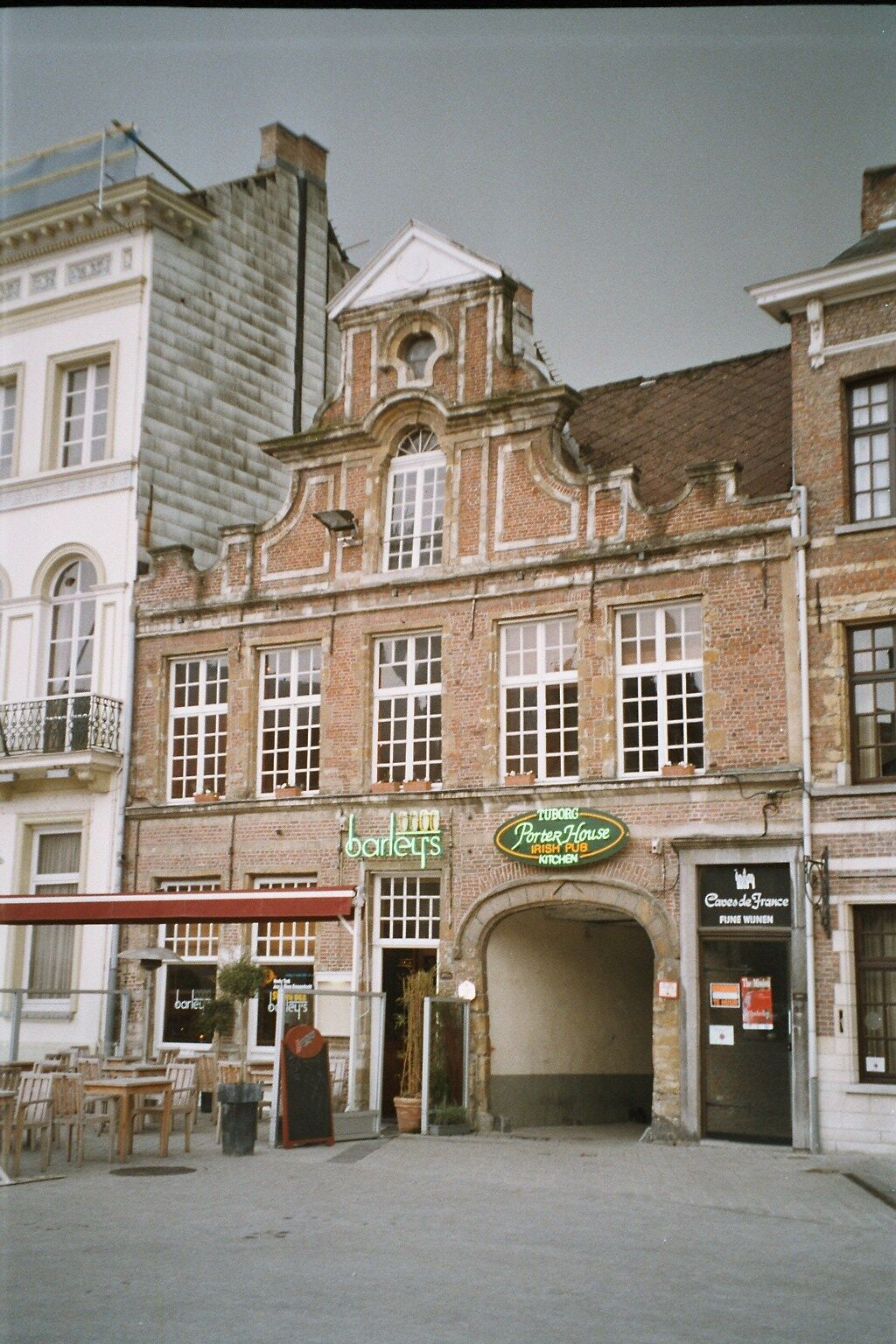
Один из домов, обрамляющих Большой рынок

Большой рынок (Grote Mark) — главная площадь города. Здесь устраиваются концерты и представления под открытым небом. По понедельникам Большой Рынок используется по прямому назначению. Рынок обрамлён домами в стиле необарокко. Такой вид он приобрёл в ходе проведённой после Первой мировой войны реконструкции окружающих его домов.

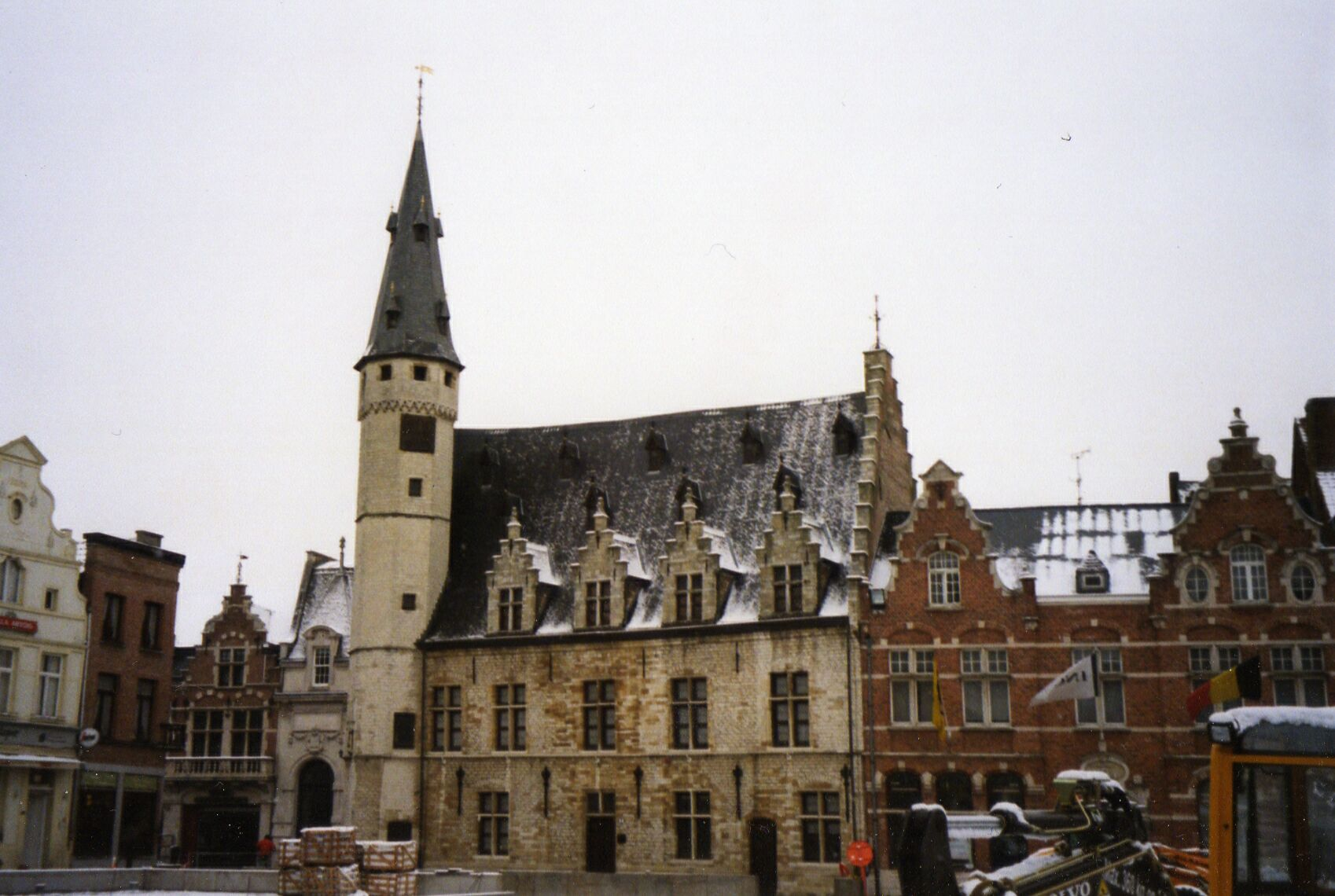
Мясной дом. Сейчас здесь размещён музей старины

На Большом Рынке расположен Мясной Дом (Vleeshuis). Это готическое здание было построено в 1462 году Яном Гутегемом (Jan Gueteghem) как здание гильдии мясников. Сейчас в Мясном Доме расположен музей старины (Oudheidsmuseum). Здесь можно увидеть археологические коллекции, старинные документы, старинное холодное и огнестрельное оружие и другие экспонаты, имеющие отношение к истории города. Пожалуй, самым интересным экспонатом музея является скелет мамонта, возрастом около двадцати восьми тысяч лет. Он известен как «Самый старый житель города». Музей открыт в период с 1 апреля по 31 октября, с 9:30 до 12:30 и 13:30 до 18 часов. Вход бесплатный.
В непосредственной близости от Большого Рынка расположено здание окружного суда (построено в 1924 году).
Другим интересным зданием поблизости от Большого Рынка является дом в стиле французского неоренессанса № 20—22 по улице Kerkstraat. Архитектор — Eugène Dhuicue.

### Церковь Богоматери
Готическая церковь Богоматери (Onze-Lieve-Vrouwekerk) расположена на улице Kerkstraat. Строительство этой церкви было начато в XIV веке на месте романской церкви. Церковь имеет форму латинского креста. Внутри церкви находятся много предметов религиозного искусства, один из самых интересных — романская крестильная чаша (XII век). В башне церкви подвешены два средневековых колокола: «Салватор» (salvator), 3000 кг и «Мария» (maria), 2000 кг.

### БегинажСв. Алексиса
Первый двор бегинок в Дендермонде был основан приблизительно в 1259 году. Первоначальное его расположение неизвестно. 7 апреля 1288 года бегинки получили разрешение поселиться рядом с улицей Sint-Gillis straat, где и был основан бегинаж, сохранившийся до сих пор. До второй половины XVI века продолжался период процветания двора бегинок, однако в 1579 году он подвергся разорению Гёзами, при этом были сожжены церковь и многие дома. В XVII веке двор бегинок был восстановлен. Количество бегинок выросло с 25 в 1610 году до почти 250 в 1691. В 1797 году двор бегинок прекратил своё существование в качестве духовного сообщества. Бегинки были обязаны носить светскую одежду, а их имущество было конфисковано в пользу государства. Однако в 1800 году община бегинок возродилась. В период между 1843 и 1847 годами население двора бегинок составляли 76 бегинок. В течение XIX века их число продолжало уменьшаться.

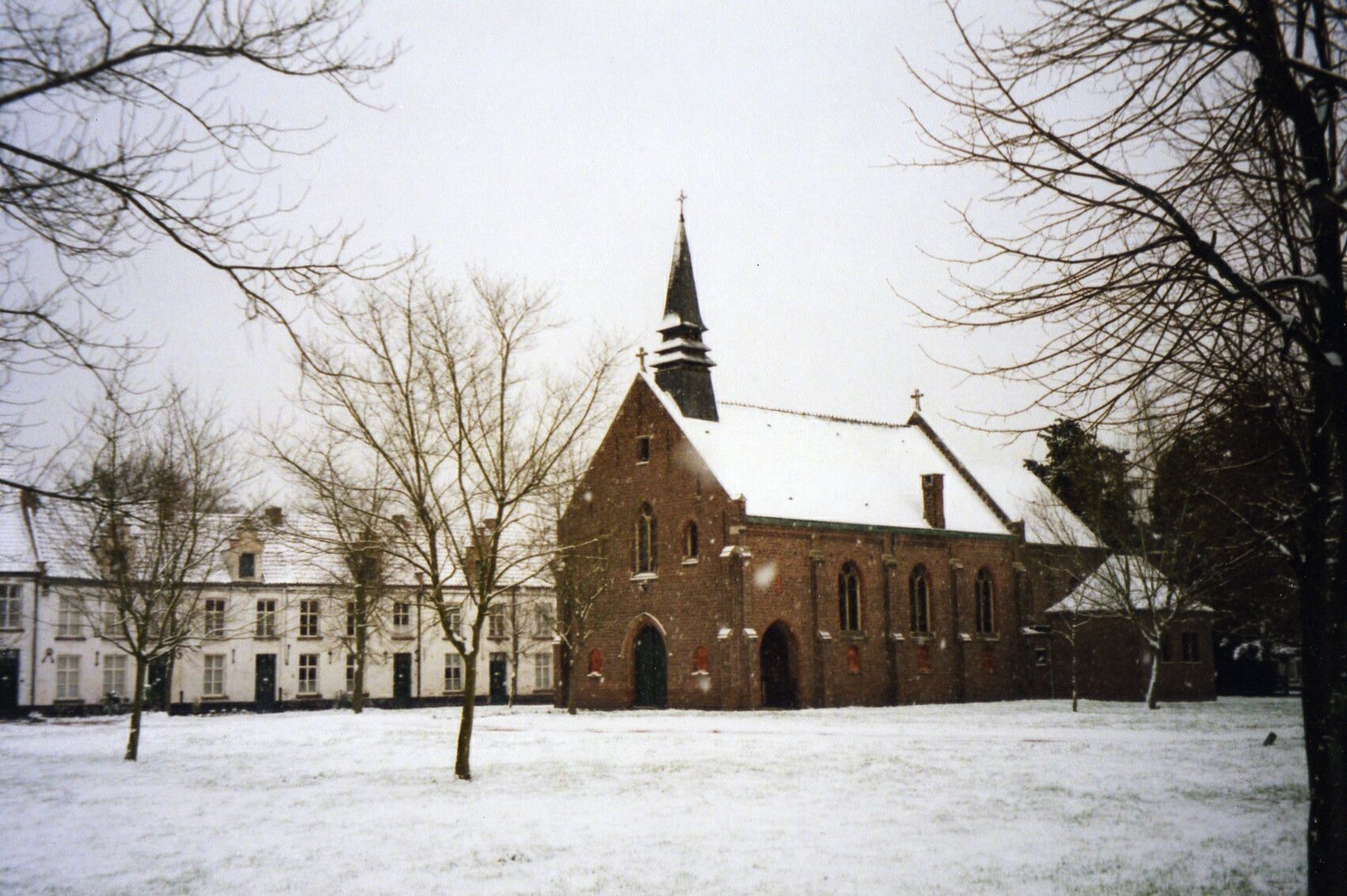
Церковь бегинажа

Последней бегинкой была Полина Данэйс, она умерла в 1973 году в возрасте ста четырёх лет.
В настоящее время двор бегинок — это открытое прямоугольное пространство, со всех сторон окружённое домами, общим числом — 61, большая часть из которых относится к XVII веку. Попасть во двор бегинок можно через ворота с улицы Brusselsestraat. Посередине двора расположена неогическая церковь, построенная в 1928 году взамен церкви, уничтоженной в годы Первой мировой войны (архитектор нынешней церкви — Морис Воссарт (Maurice Vossaert)). Дома двора бегинок принадлежат городу и сдаются внаём. В доме № 11, где жила последняя бегинка, с 1980 года размещается музей. Позднее дом № 25 также был передан музею.
Площадь двора бегинок составляет два гектара.
С 1998 года дендермондский двор бегинок, вместе с другими дворами бегинок Фландрии входит в список Всемирного наследия ЮНЕСКО.

### Церковь Св. Гиллиса и Площадь Героев
Церковь Св. Гиллиса (Sint-Gilliskerk) расположена на Площади Героев (Heldenplein), названной так в честь бельгийских солдат, оборонявших город во время Первой мировой войны. В 1924 году на площади был установлен памятник (архитектор — Й. Ван Дер велде (J. Van Der velde), скульптор — Гео Вербвнк (Geo Verbank), преподаватель городской Школы изящных искусств).
Нынешняя барочная церковь была построена в 1780 году. На фасаде, выходящем на улицу Brusselsestraat, размещены два герба, один из них (расположенный справа) — герб папы римского Пия X, во время понтификата которого церковь была отреставрирована (в 1912 году под руководством архитектора В. Варвэйка (V. Vaerwijck)).
Церковь располагает интересным убранством, в частности — четырьмя исповедальнями в стиле Людовика XV.
Церковь пристроена к башне, относящейся к XIV—XV веку.

### Аббатство святых Петра и Павла
Ныне существующее действующее аббатство (монастырь) монахов-бенедиктинцев было основано в 1837 году. Разместилось оно в помещениях бывшего монастыря капуцинов (действовавшего в период между 1596 и 1797 годами). В начале XX века здания аббатства были полностью перестроены в стиле неоренессанса по планам архитектора Ван Ассе (Van Assche). В 1902 году была построена новая неоготическая церковь.
В ходе Первой мировой войны аббатство было очень сильно повреждено. Погибли богатые коллекции религиозного искусства, хранившиеся в аббатстве. Восстановление началось в 1919 году. К 1930 году церковь была восстановлена. В 1939 году церковь получила статус базилики.
Помещения аббатства доступны для посещения публикой только раз в год, в троицын день в течение четырёх часов (с 14 до 18 часов). Церковь открыта для посетителей круглый год.

### Музей Звэйвеке
Музей Звэйвеке (Zwijvekemuseum) расположен в здании бывшего аббатства, от которого он и унаследовал название. Оно было основано на этом месте в 1690 году и прекратило своё существование во времена Наполеона, 27 января 1797 года, в ходе секуляризации церковного имущества. Остатки аббатства получили статус памятника истории в 1957 году. Сейчас в музее расположены археологические коллекции, а также библиотека краеведческого общества, архив фотографий и слайдов и обыкновенный архив.

### Фортификация

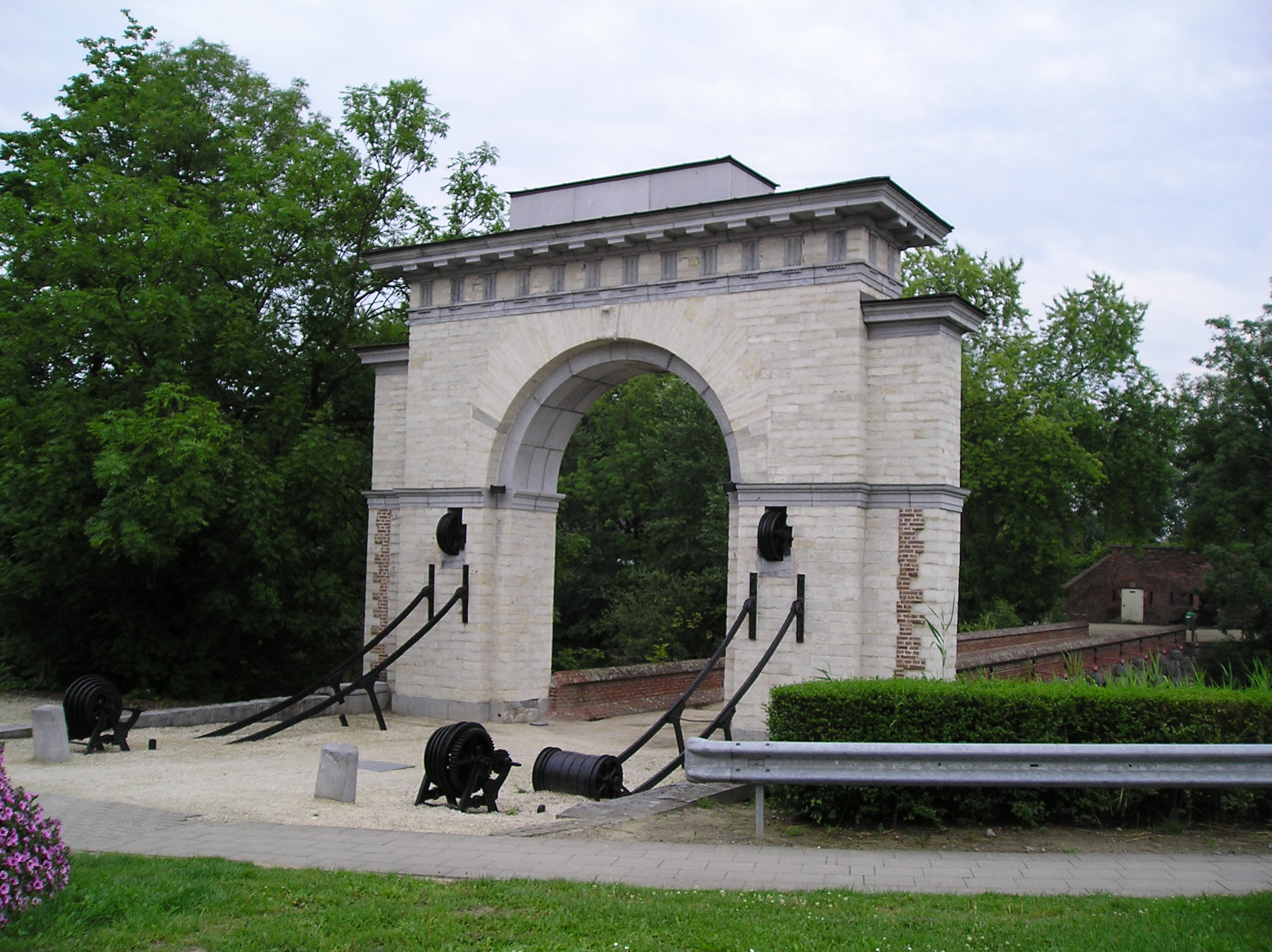
Брюссельские ворота

С самого начала своей истории Дендермонде был городом-крепостью. Уже в 1200 году он был окружён городскими стенами. Несмотря на многочисленные модернизации, к концу XVIII века они безнадёжно устарели и были снесены по приказу императора Иосифа II. Однако после падения Наполеона вокруг Дендермонде опять была выстроена система оборонительных сооружений. Она состояла из 11 бастионов и 6 равелинов. Кроме того, в городе были построены казармы, арсеналы и т. п. Попасть в город можно было или по мосту через Шельду, или через одни из городских ворот (Брюссельские или Мехеленские). Только после Первой мировой войны Дендермонде перестал быть городом-крепостью. Бывшие оборонительные сооружения стали зелёной зоной. Сейчас она состоит из двух частей — городского парка, вход в который обрамлён Брюссельскими воротами, и так называемых «брюссельских фортов» (Brusselse forten) — превращённого в озеро оборонительного рва, обрамлённого дорожками для неспешного прогуливания. В самом городе сохранилось несколько старинных казарм.

### Разное
Кроме вышеперечисленных, в городе есть и много других архитектурных сооружений, которые хоть и не заслуживают отдельного описания, но радуют глаз и являются украшением города.

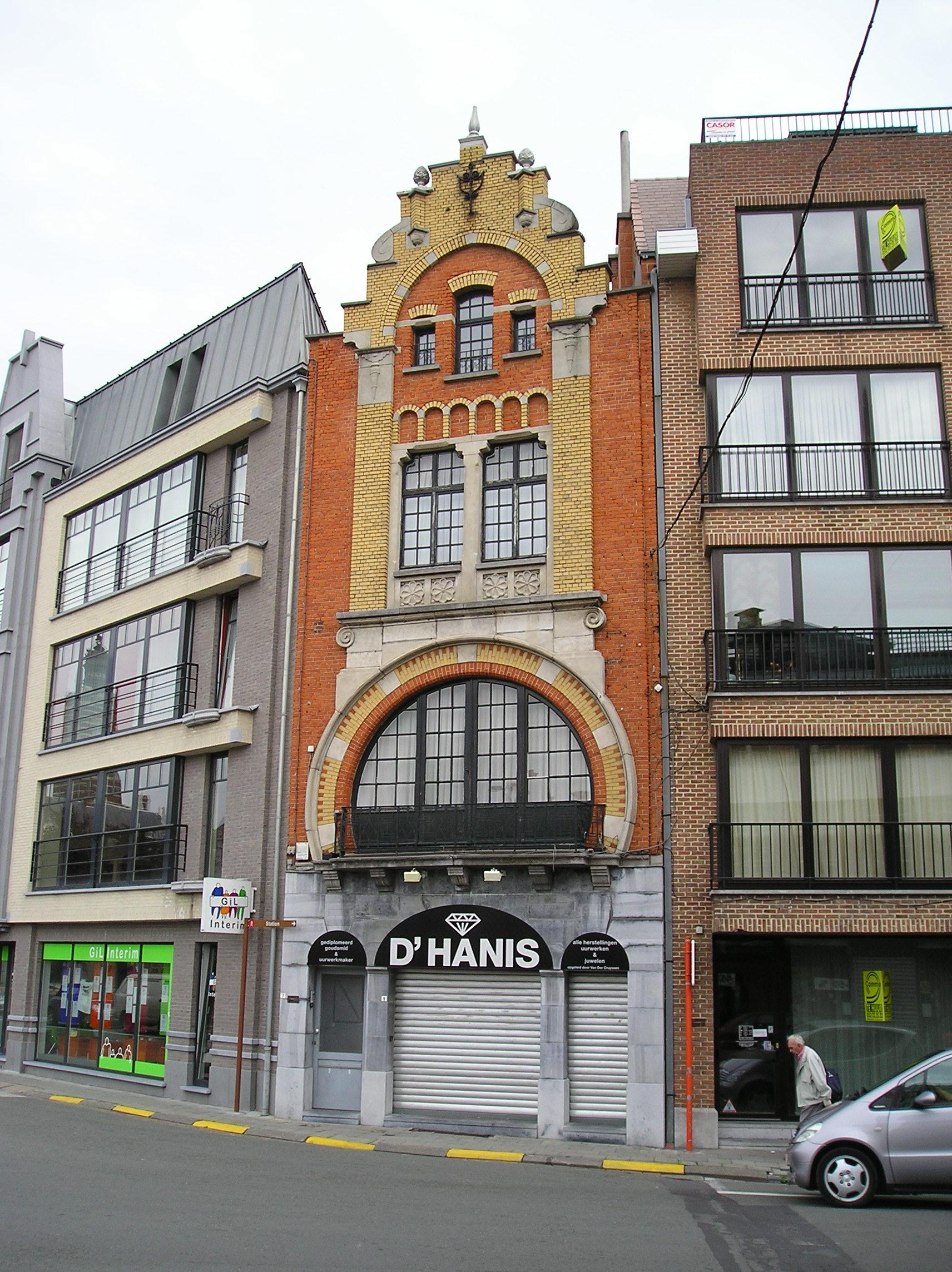
Симпатичный дом
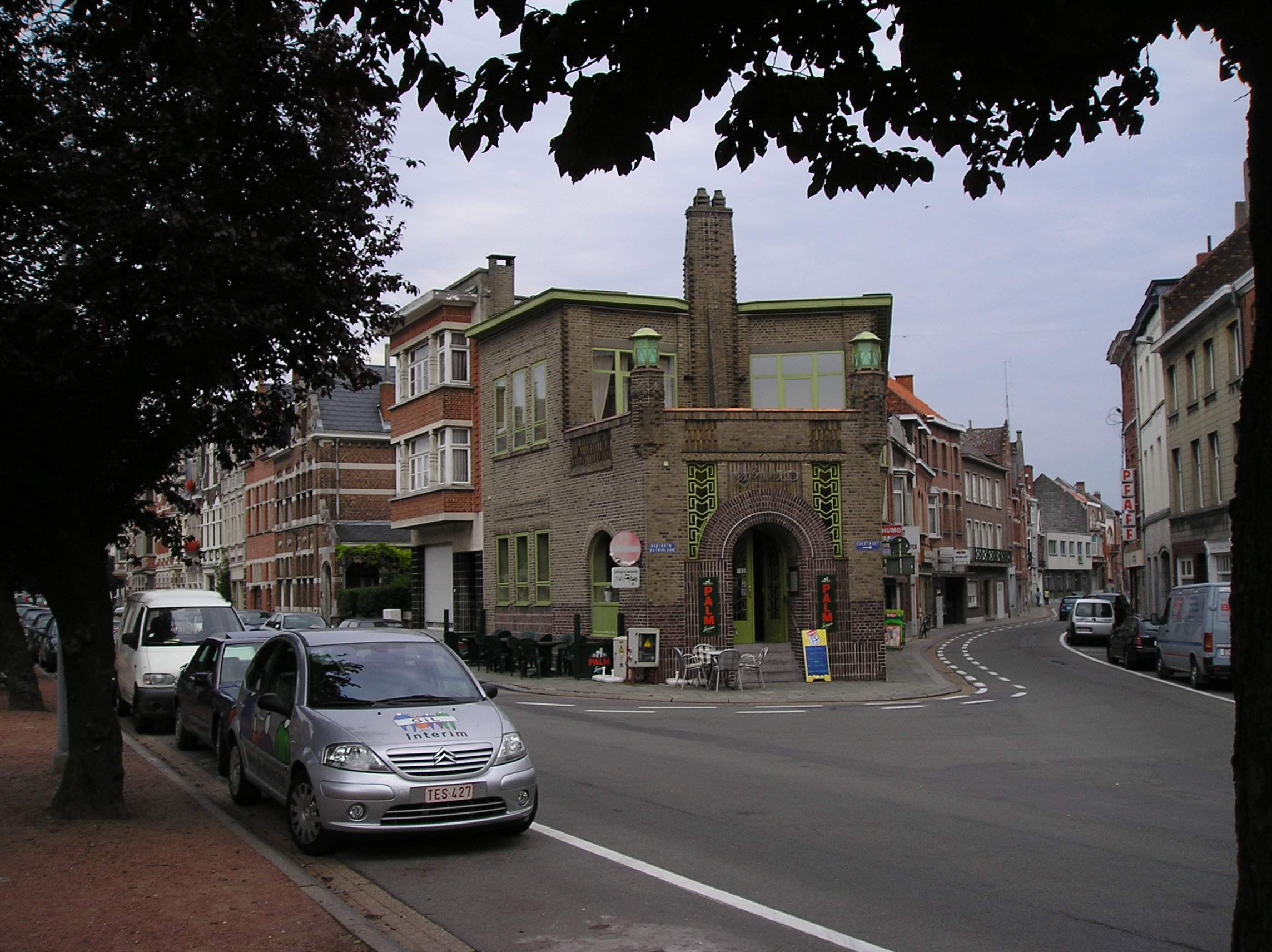
Дом в стиле ар-деко
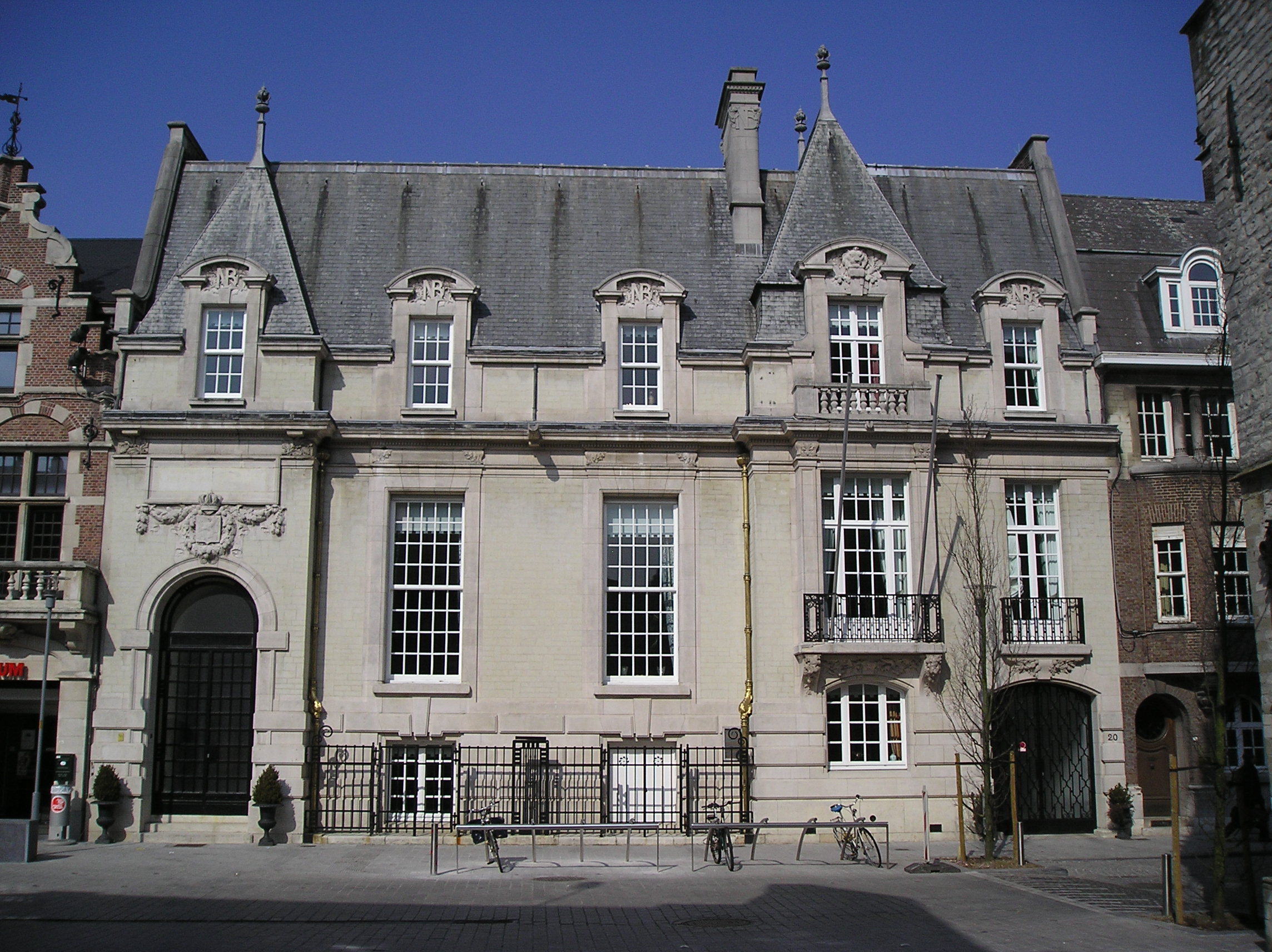
Здание в стиле французского необарокко
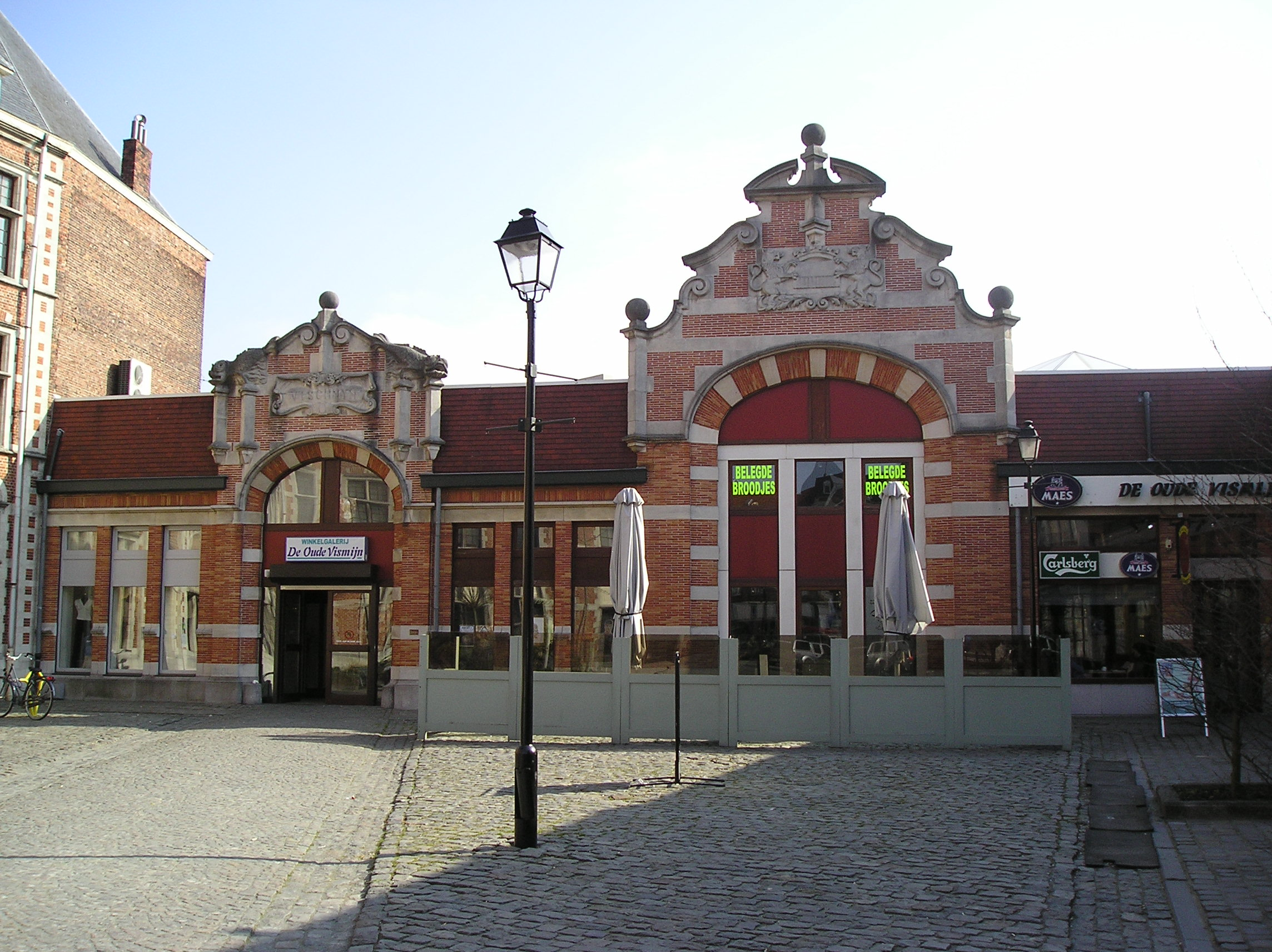
Здание бывшего рыбного рынка, ныне — торговая галерея

## Городская скульптура
Улицы и площади города украшают многие памятники и скульптуры. Три из них изображают легендарного коня-великана, известного как Рос Беярд (Ros Beiaard). Одна скульптура установлена на вершине башни Дворца правосудия, другая — в сквере рядом с вокзалом и последняя, самая новая (1995 год), — посередине круглого перекрёстка.
Другие памятники и скульптуры:

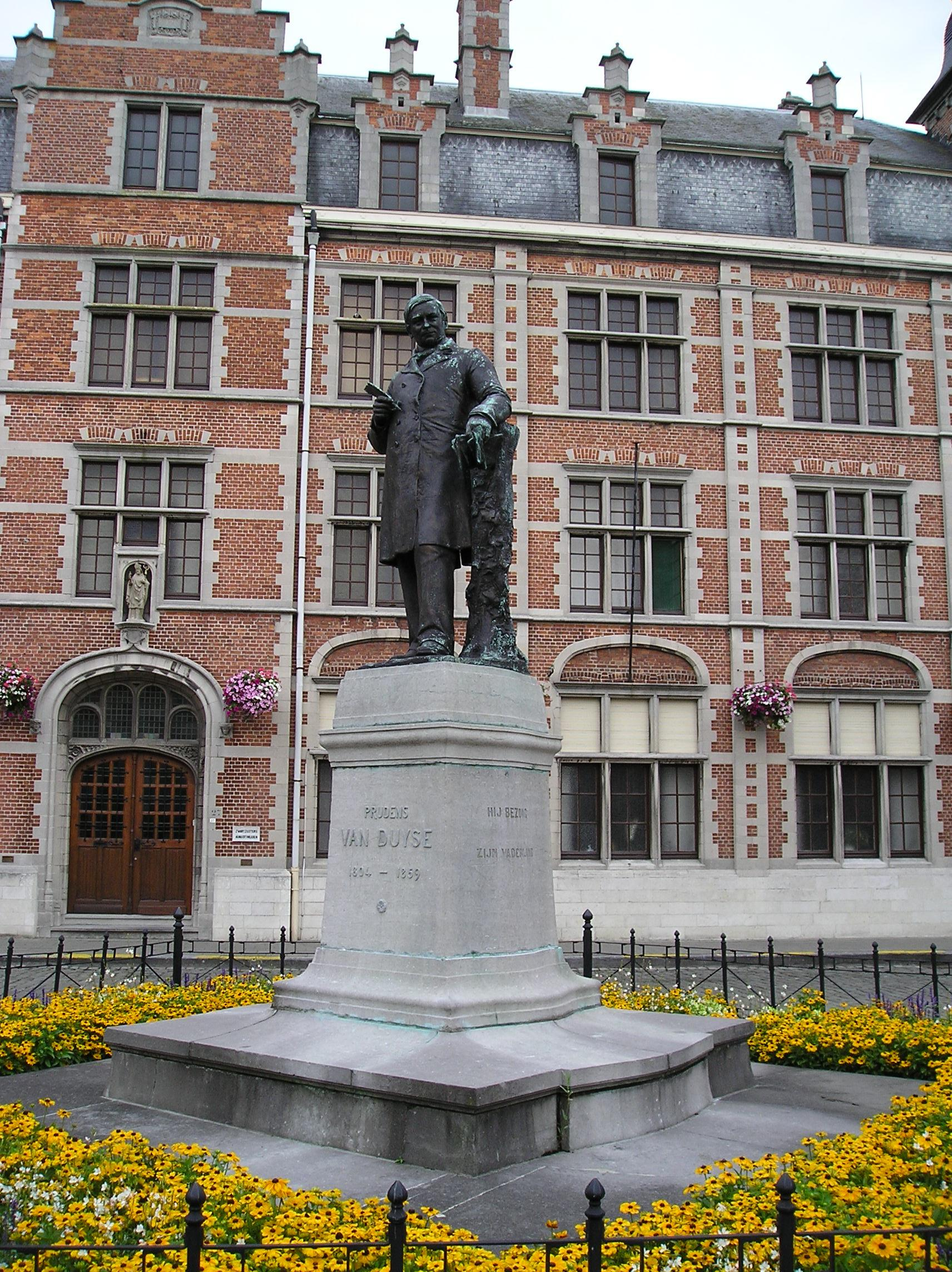
Памятник поэту Прюденсу Ван Дёйсе

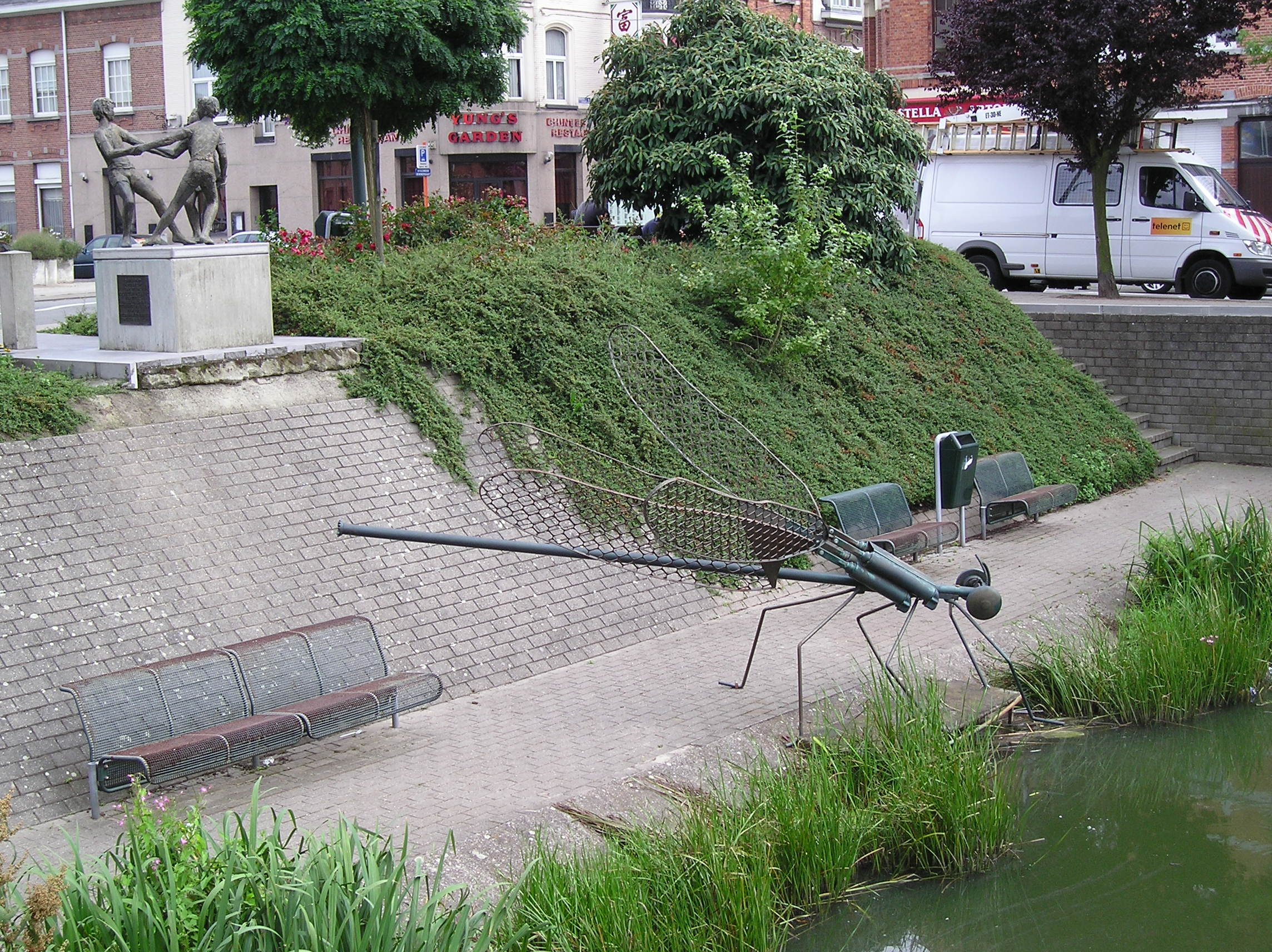
Скульптура «Танцующие дети» и гигантская стрекоза

- Памятник священнику Питеру Яну Де Смету (Pieter Jan De Smet) (установлен перед церковью Богоматери), занимавшемуся миссионерской деятельностью среди североамериканских индейцев
- Памятник художнику Францу Куртенсу (Franz Courtens) (установлен рядом с Дворцом правосудия) — художнику, видному представителю дендермондской школы живописи
- Памятник королеве Астрид (установлен на аллее её имени, Koningin Astridlaan)
- Памятник поэту Прюденсу Ван Дёйсе (Prudens Van Duyse) (установлен на площади Vlasmarkt). Автор постамента — всемирно известный архитектор Виктор Хорта
- Скульптура «Удалец с рыбой» (Knaap met een vis) работы скульптора Йоса Де Деккера на маленькой площади за ратушей
- Скульптура «Танцующие дети» (Dansende kinderen) работы скульптора Йоса Де Деккера на улице Papiermolenstraat
- Абстрактные скульптура «Развитие» (Ontplooiing) и «Шельда и Дендр» (Shelde en Dender) на круглом перекрёстке улиц Oude Vest и Brusselsestraat и перед автомобильным мостом через Шельду соответственно.

Кроме того, в городе организуются временные выставки скульптур на открытом воздухе. В ходе одной из них, проводившейся летом 2005 года, скульптуры были установлены на воде Старого Дендра.

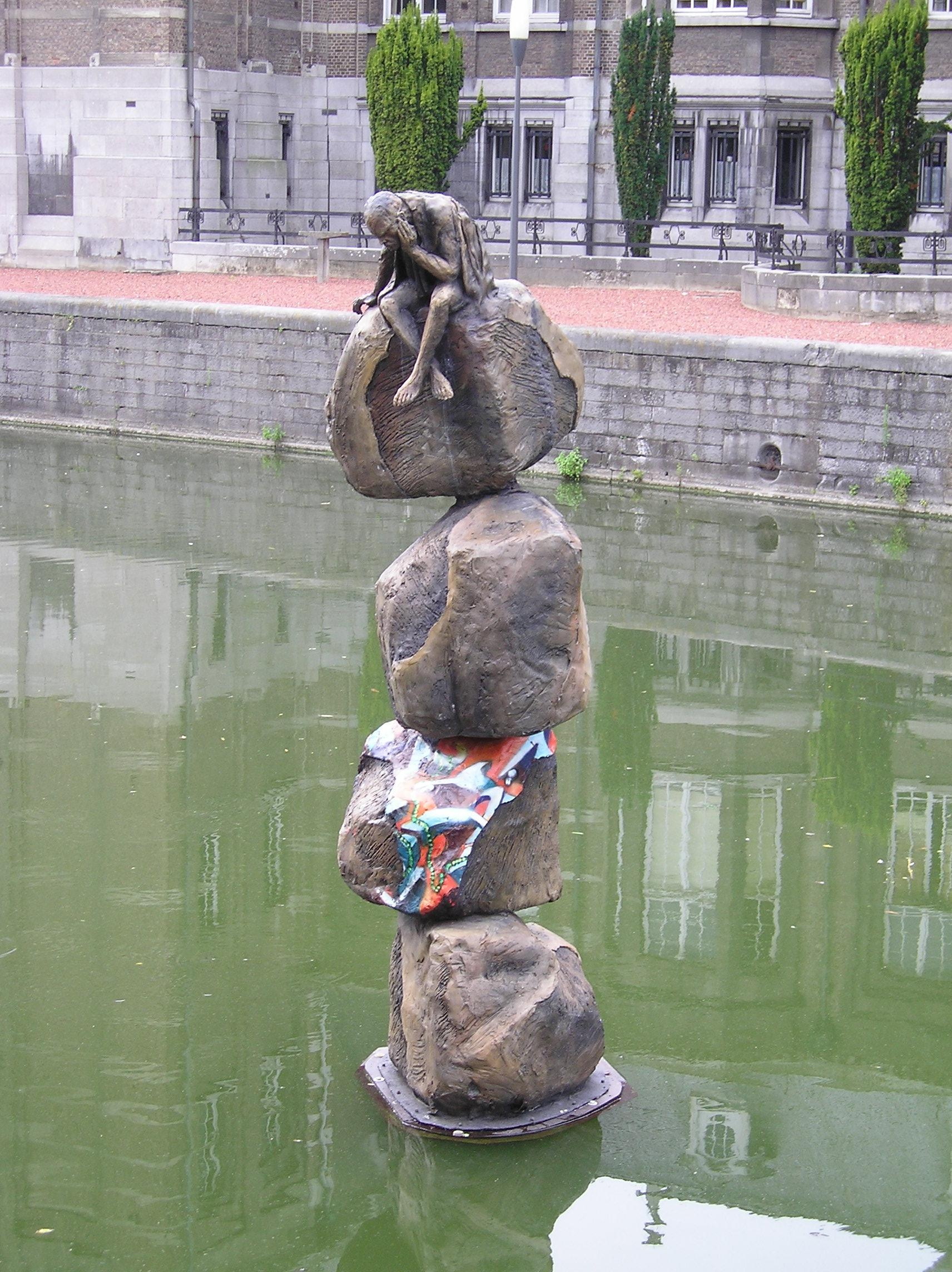
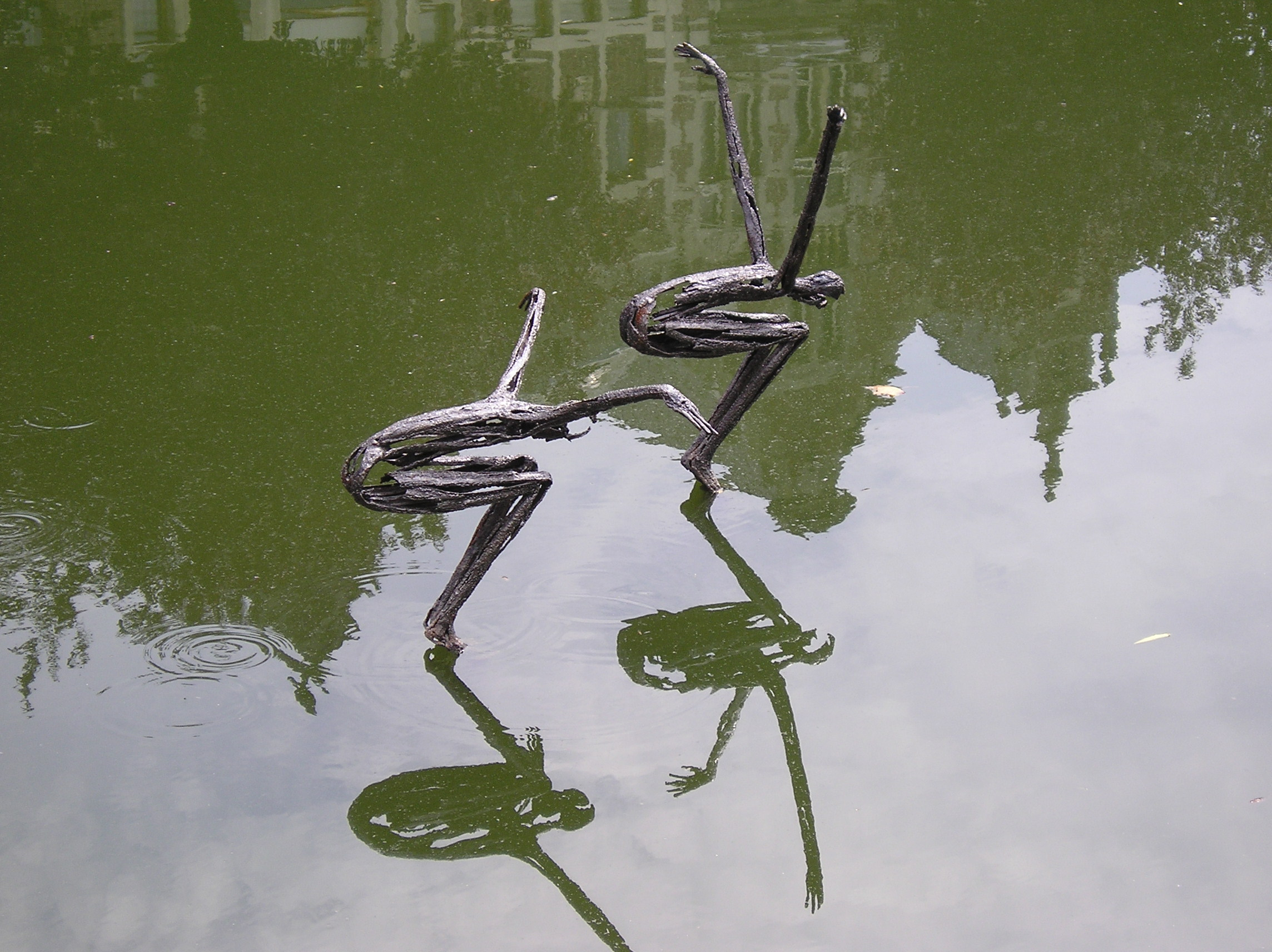
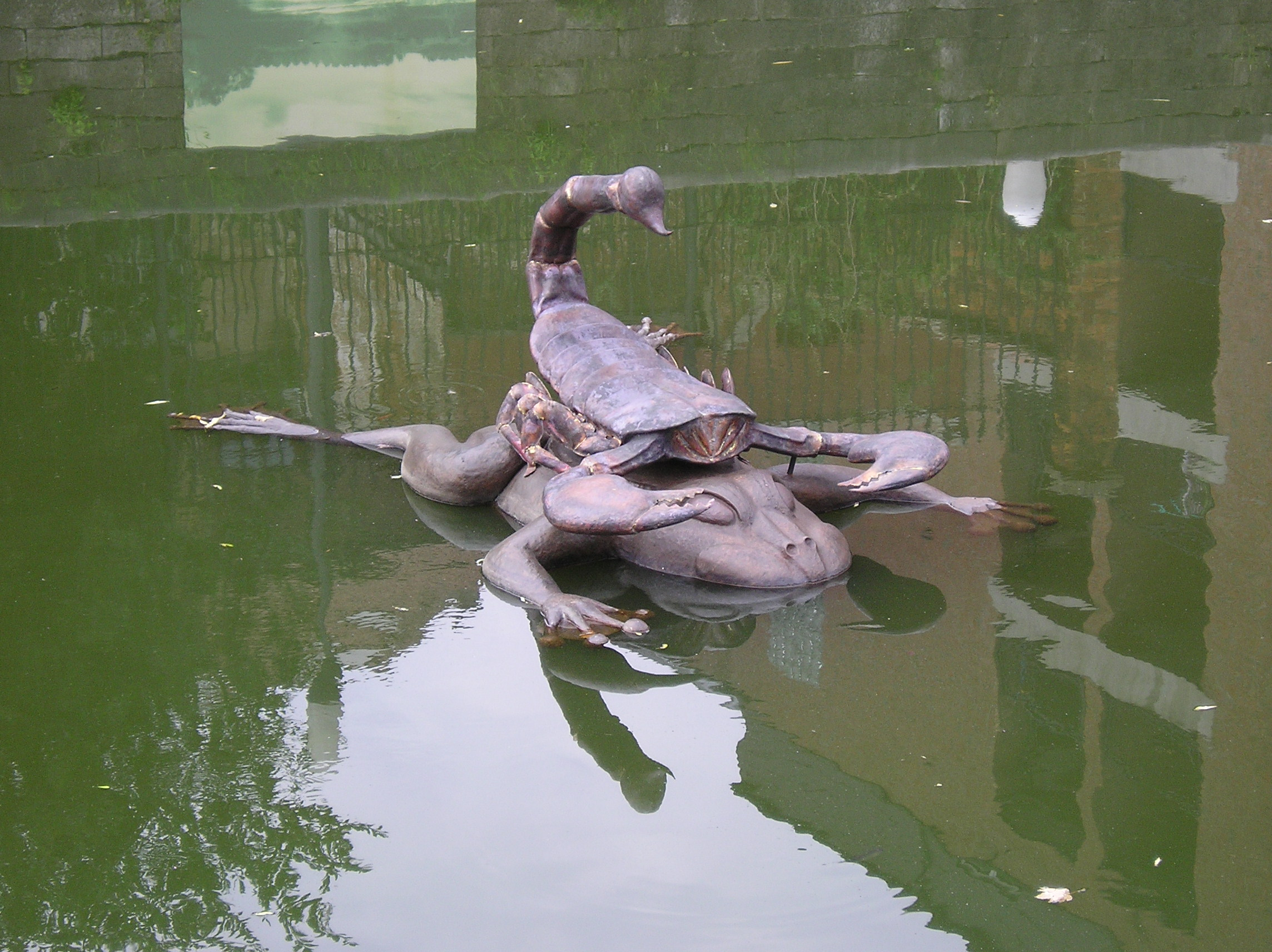
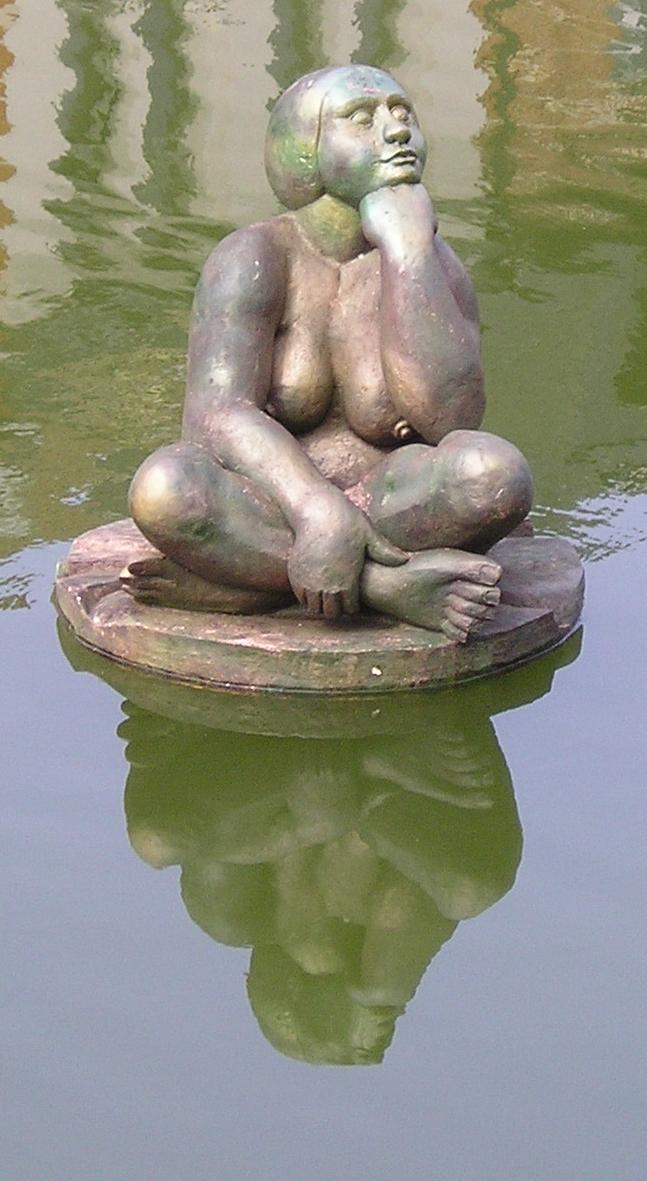

## Культурный центр

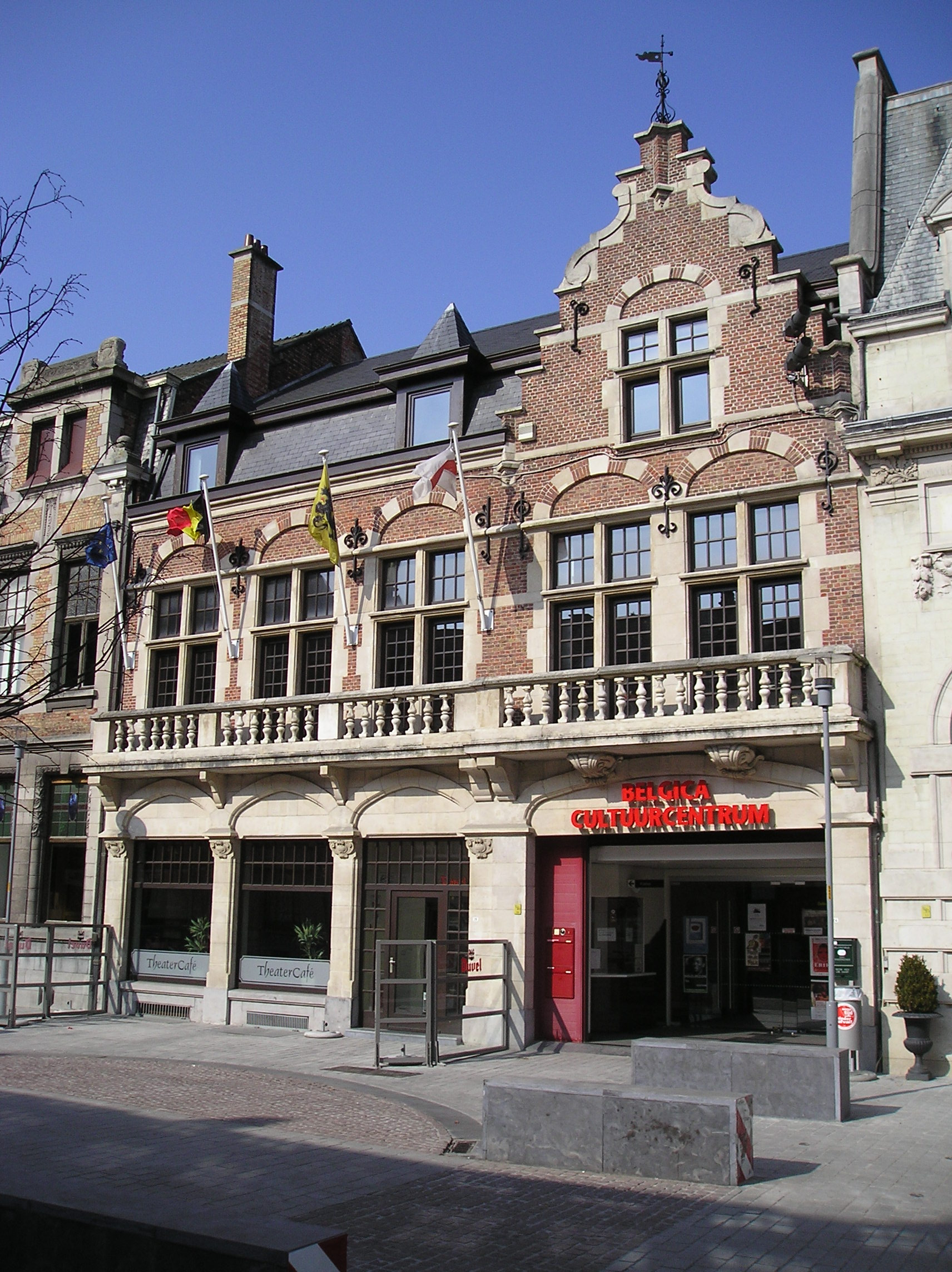
Belgica

В Дендермонде нет своего театра, но заезжие труппы регулярно выступают с представлениями в культурном центре Belgica (произносится как «белжика»), который расположен в начале улицы Kerkstraat, в двух шагах от Большого Рынка — центральной площади города. Также здесь проводятся музыкальные концерты, устраиваются литературные вечера и проводятся показы немассового кино.
Кроме того, здесь регулярно проходят специальные культурные мероприятия для школьников.

## Рос Беиард
Самый главный неофициальный символ города — конь-великан Рос Беиард и восседающая на нём четвёрка рыцарей, герой старинной легенды, действие которой частично разворачивалось в Дендермонде.
Сегодня Рос Беиард является неотъемлемой частью городского ландшафта Дендермонде. Ему посвящены три памятника (плюс ещё один, установленный вместо шпиля на крыше Дворца Правосудия), на стене одного из домов есть рельеф с его изображением, рисунок Рос Беиарда можно увидеть на вывесках магазинов.
Рос Беиарду посвящён праздник Ros Beiaard Ommegang, проводящийся раз в десять лет (см. ниже)

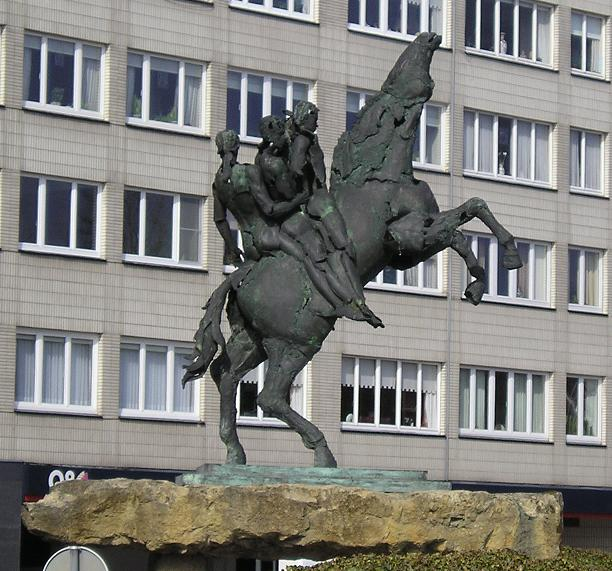
Памятник в Дендермонде
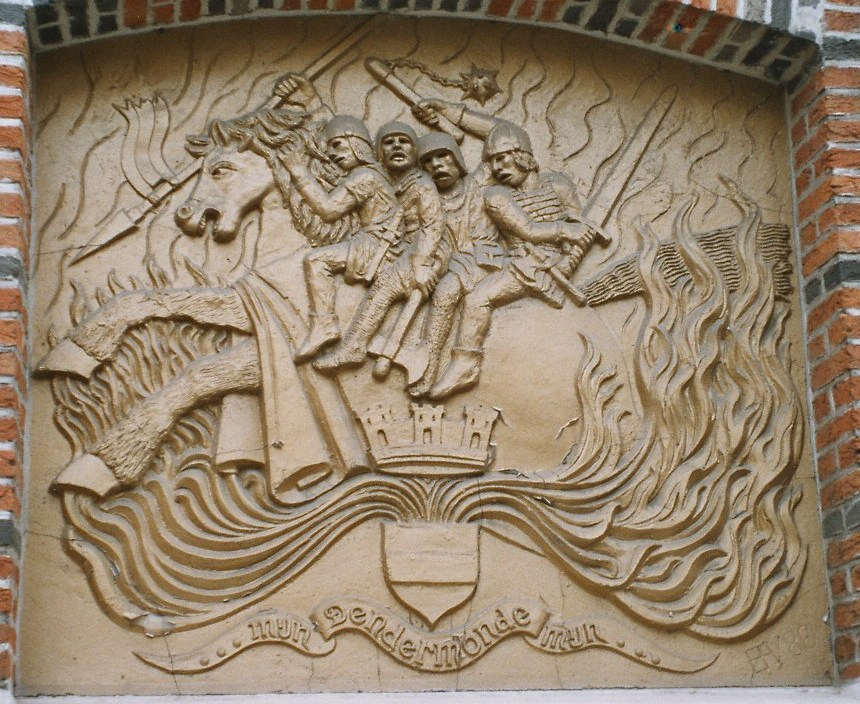
Рельеф на стене дома
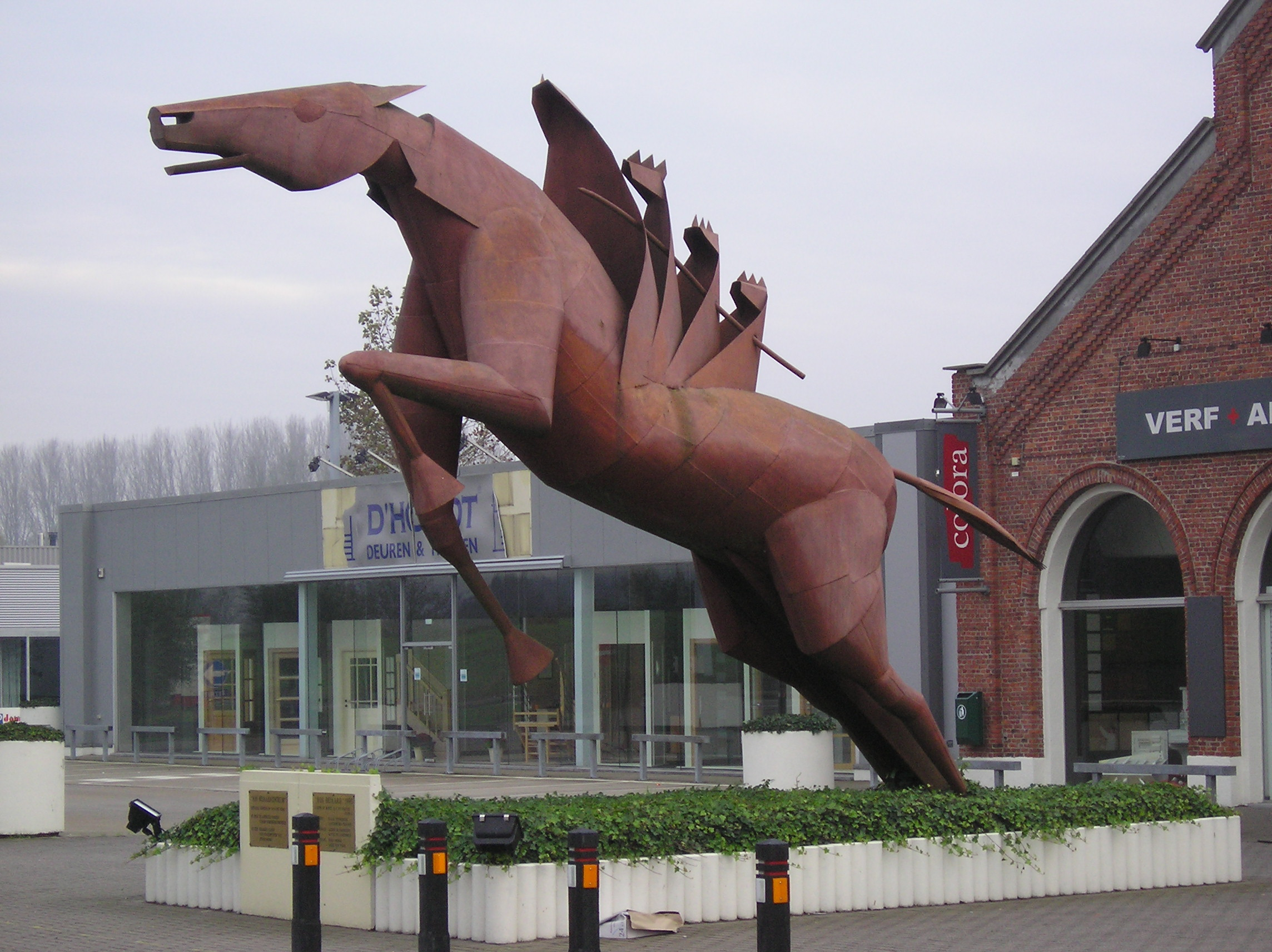
Монумент в посёлке Гремберген
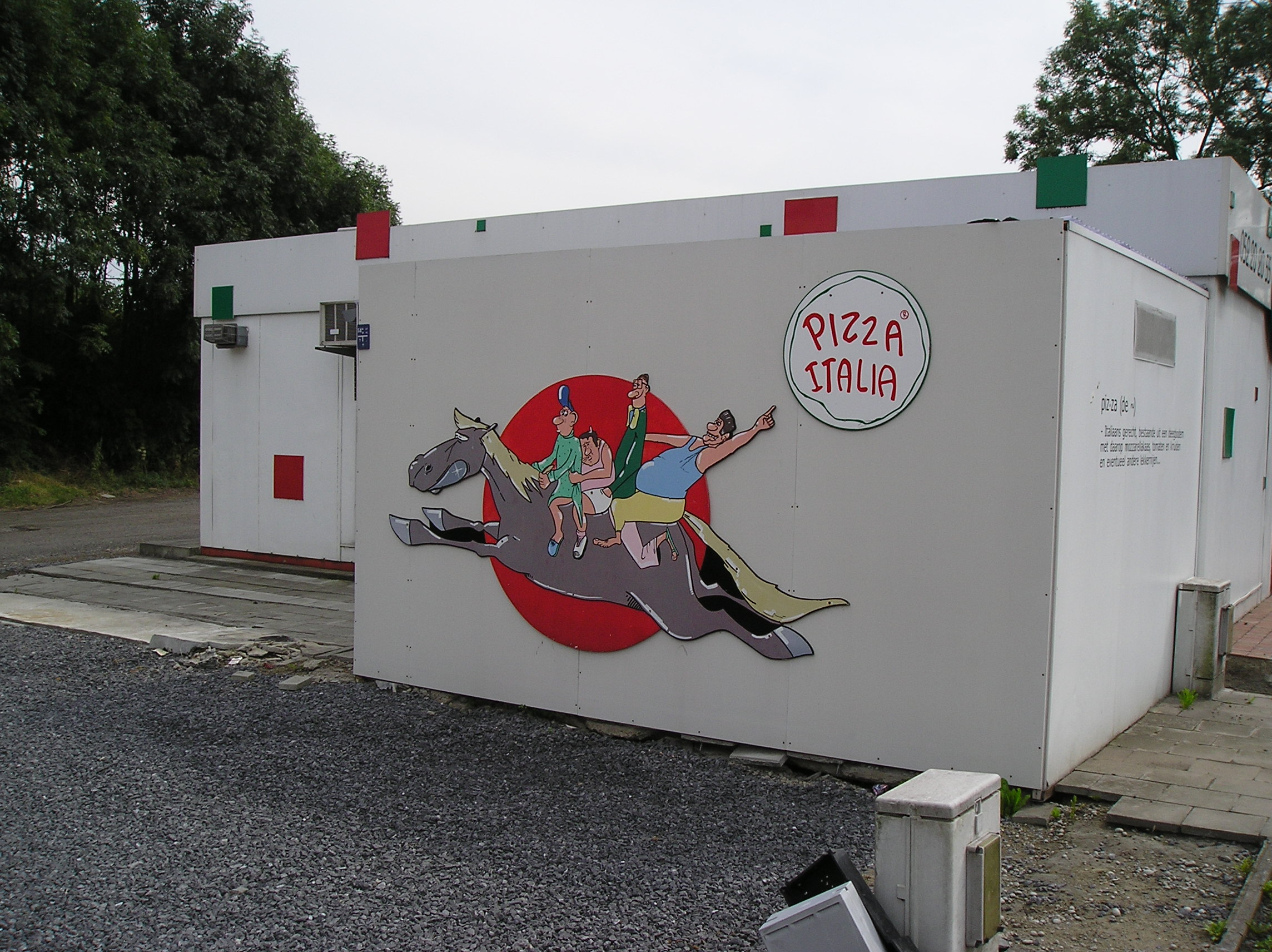
Современная интерпретация

## Местные традиции

### Ros Beiaard Ommegang
Самый главный фольклорный праздник города — шествие Ros Beiaard Ommegang. Раньше Ros Beiaard Ommegang организовывался нерегулярно, но с 1990 года он проводится раз в десять лет. В ходе шествия по улицам города носят огромную фигуру коня, состоящую из обтянутого кожей деревянного каркаса. Верхом на коне восседают четверо мальчиков, одетых в рыцарские доспехи. По правилам они должны быть родными братьями.
Шествие напоминает о древней легенде о коне-великане, который был настолько сильным, что мог носить на себе четырёх братьев-рыцарей.
В ходе шествия исполняется гимн города (только музыка).
Точное время возникновения традиции Ros Beiaard Ommegang неизвестно. Первые упоминания о городских праздничных шествиях относятся к 1377 году, однако неизвестно, принимал ли в них участие Рос Беярд. Первое упоминание о Ros Beiaard относится к 1461 году.

### Reuzengang (Katuit)
Этот фольклорный праздник несколько уступает шествию Ros Beiaard по пышности, но зато устраивается в десять раз чаще — то есть ежегодно, в августе. Главные герои шествия — огромные фигуры («великаны», Reuzengang в переводе и нидерландского означает «шествие великанов»). Всего в шествии участвуют три великана — Indiaan (индеец), Mars (Марс) и Goliath (Голиаф). Состоят они, как и Рос Беиард, из обтянутого кожей деревянного каркаса.